# Сложный лист

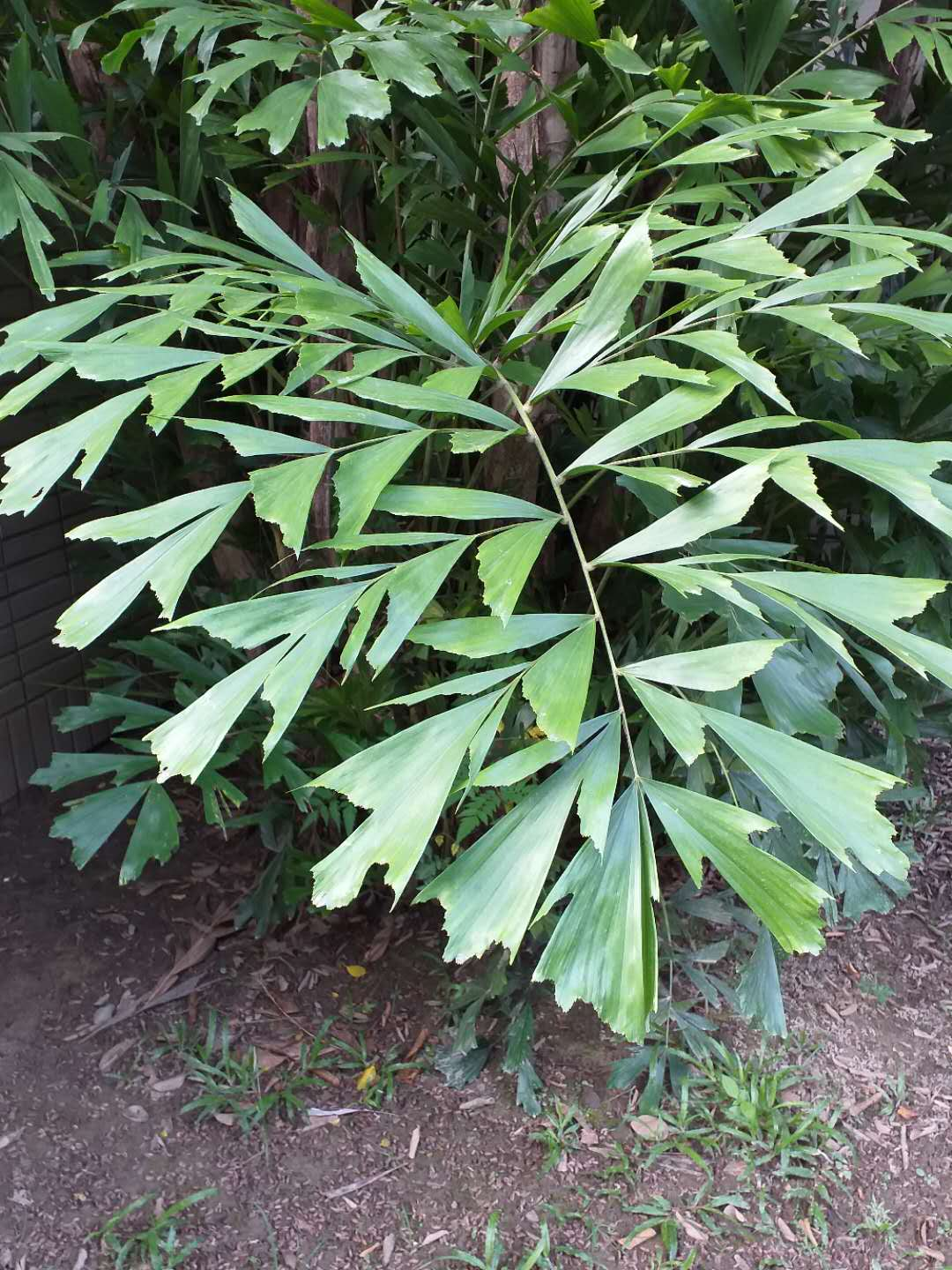
Лист пальмы Caryota mitis дваждыперистый с рваными краями

Сложный или составной лист (лат. folia compositum) — это лист, состоящий из отдельных листочков, прикреплёнными к общему черешку.
Черешок сложного листа называется главный черешок (или общий или полный; или стебелёк) (лат. petiolus communis s. primarius) или используют понятие рахис — главная ось листа. Обособленная листовая пластинка сложного листа называется листочек (лат. foliola). Листочек в свою очередь имеет собственный черешок, который называется черешочек или вторичный черешок, а также может иметь собственный прилистник, который называется прилистничек или вторичный прилистник.

## Отличие от простых рассечённых листьев
С точки зрения биологической эволюции, сложные листья развиваются через лопасти (крупные зубцы) одиночных простых листьев. Когда листовые доли одиночных листьев углубляются в главную жилку или основание листа и образуют маленькие черешки, одиночные листья переходят в сложные листья, поэтому сложные листья более сложны.
Если же листовая пластинка разделена не полностью, а лишь сильно рассечена, то такие листья являются простыми, их называют:
- лопастными — разрезы меньше половины ширины полупластинки,
- раздельными — разрезы больше половины ширины полупластинки,
- рассечёнными — разрезы почти на всю ширину полупластинки, есть только небольшые перемычки.

Такие простые листья, например, у моркови, пижмы, лютика.
В отличие от простых сложные листья при отмирании отмирают отдельными листочками, а не всем листом сразу.

## Виды сложных листьев
В зависимости от топологии сложных листьев их можно разделить на два вида: пальчатые — у которых листочки прикрепляются к верхушке главного черешка, и перистые — у которых листочки прикрепляются сбоку от главного черешка.

### Односложные листья
Если на главном черешке расположены простые листики, то такие сложные листья называются односложные листья (лат. simpliciter composita).

#### Одиночные сложные листья
Одиночный сложный или суставчатый лист (лат. lomentaceum, vertebratum) — сложный лист, который имеет только один листочек на оси листа, но есть очевидный сустав между черешочком листочка и общим черешком. Считается, что одинарный сложный лист образуется в результате дегенерации (редукции) листочков по обе стороны от тройного сложного листа. Одиночные сложные листья обычно встречаются у цитрусовых (Citrinae) растений семейства Рутовые (Rutaceae). Одиночный сложный лист является наиболее особенным сложным листом. 

Одиночный сложный лист
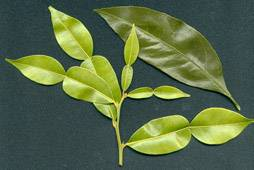
Листья Citrus cavaleriei состоят из широких черешочков и листочков
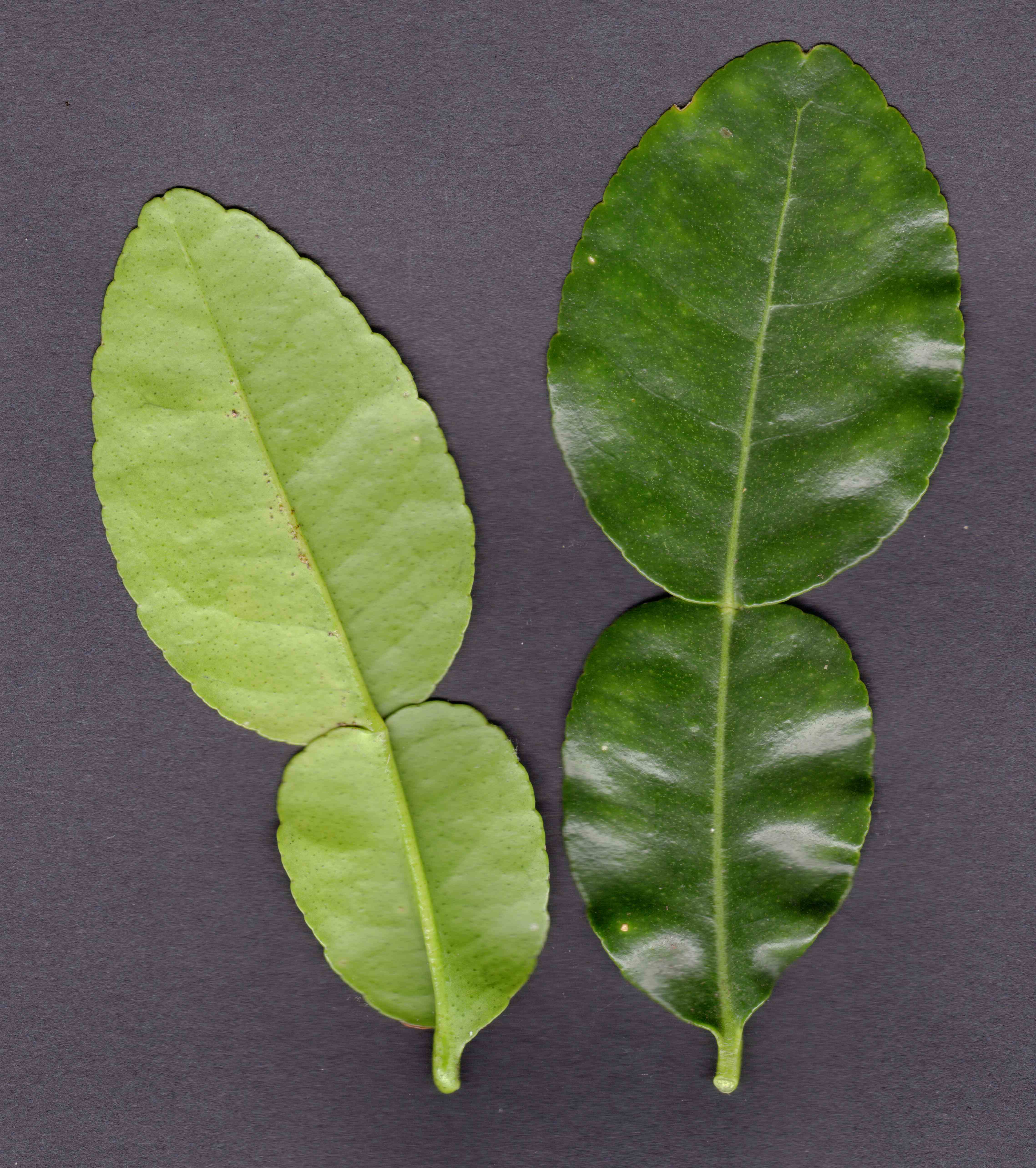
Черешки Citrus hystrix неотличимы от листовых пластинок
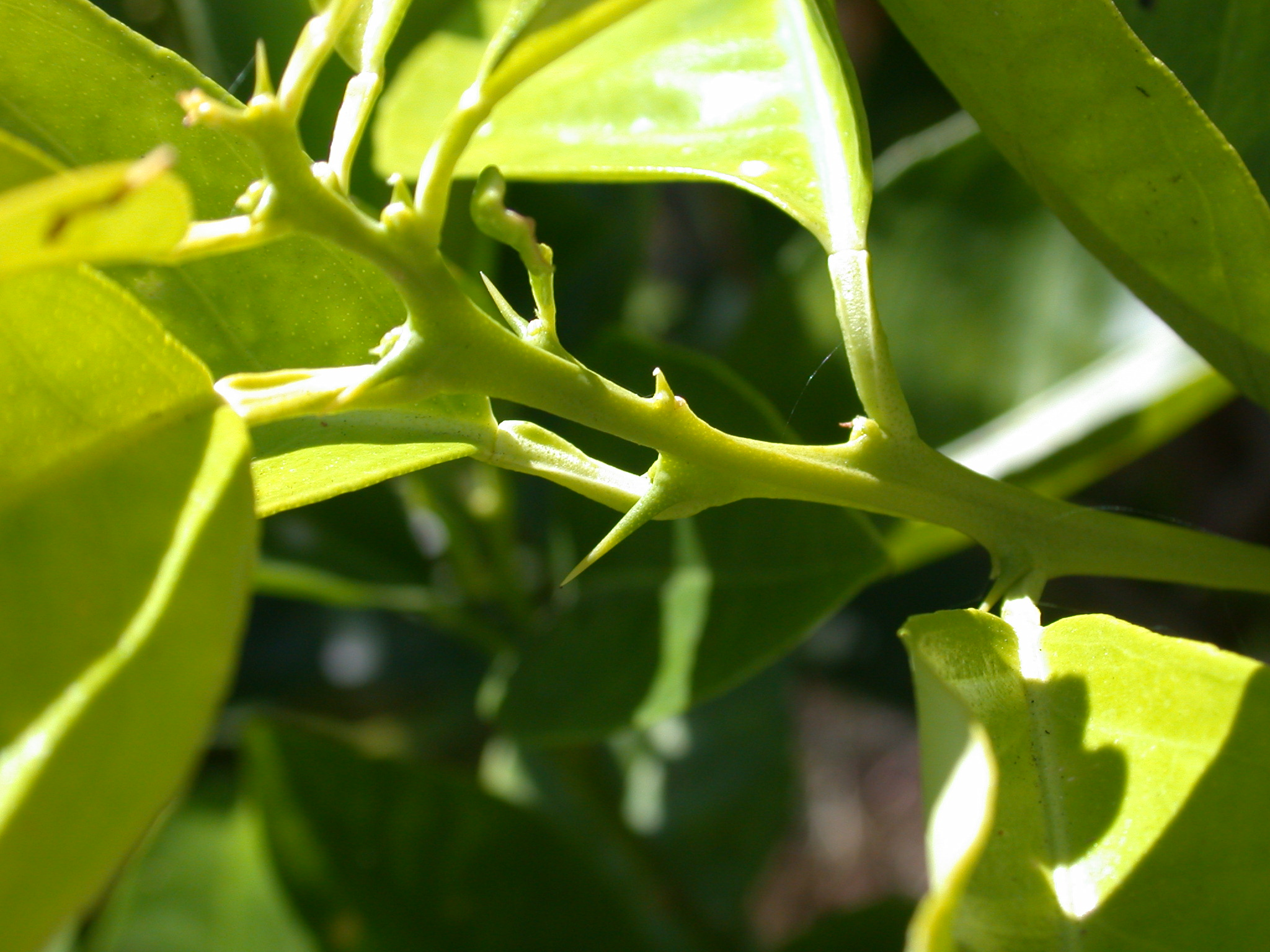
Ветвь Citrus sinensis: соединение между листочком и черешочком, слегка крылатый черешок, шипы и почки в пазухах листьев.

#### Двойчатые листья
Двойчатый лист (лат. binatum, geminatum) — частный случай сложного листа, если он состоит из двух листочков на общем черешке. 

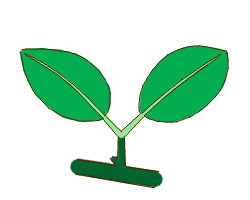
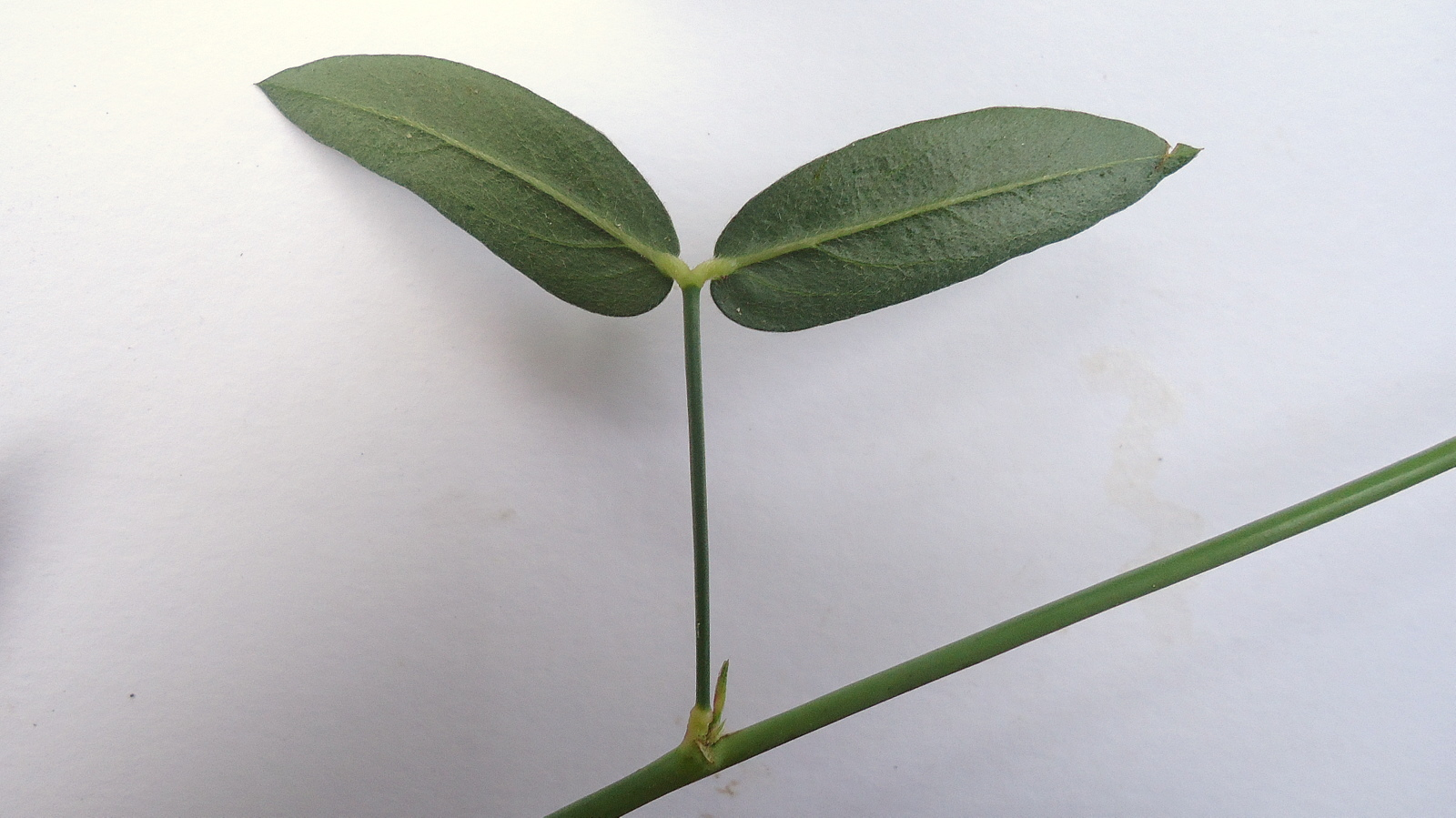
Zornia latifolia
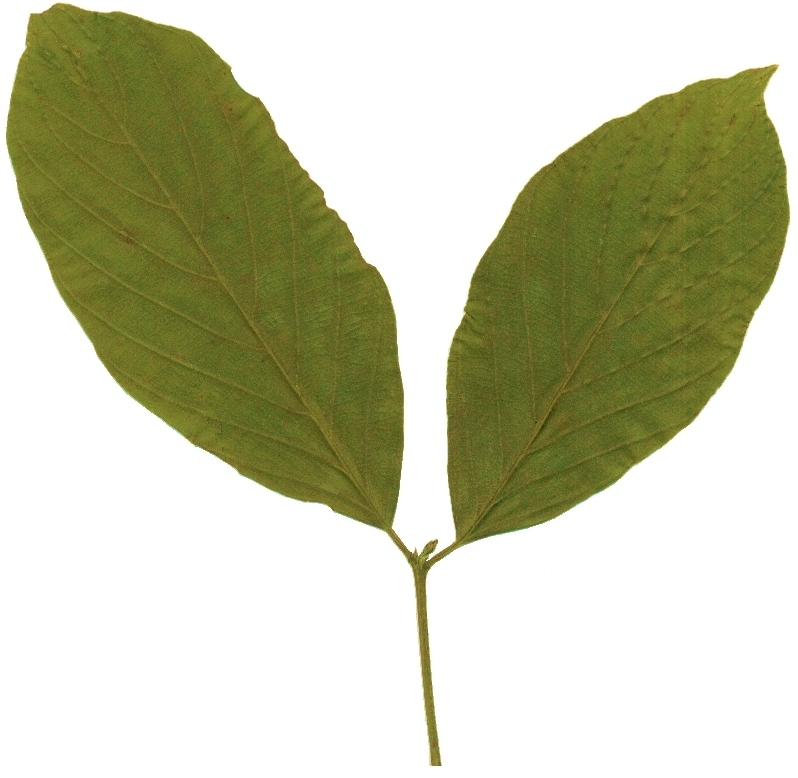
Lasiodiscus mildbraedii
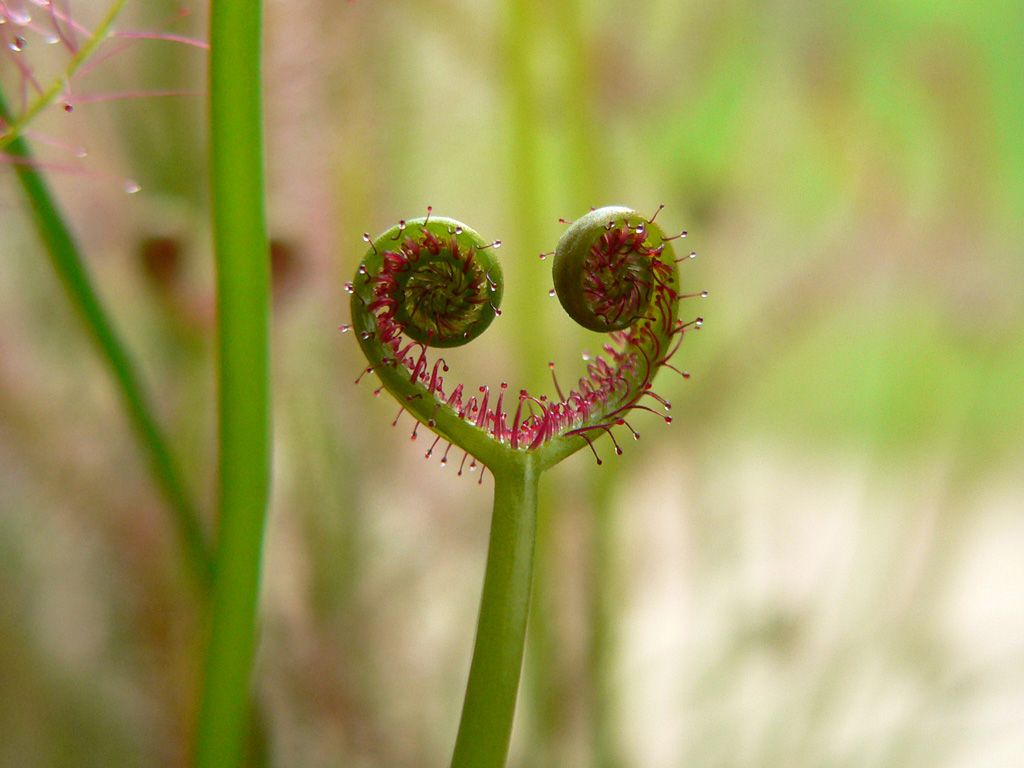
Ювенальный лист росянки двусложной (Drosera binata)
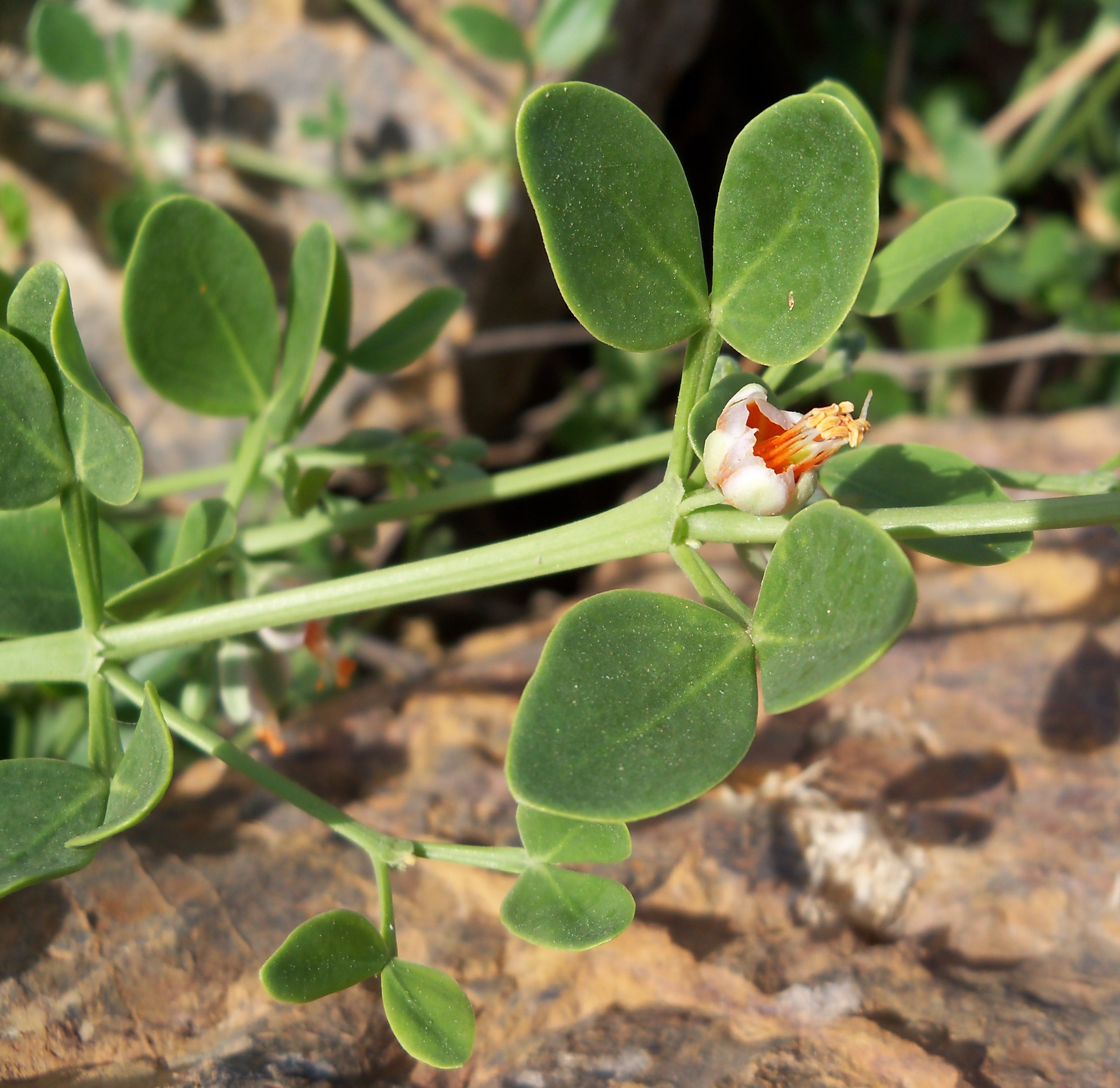
Парнолистник обыкновенный (Zygophyllum fabago)

#### Тройчатые листья
Тройчатый, тройной, трёхлистный или тройчатосложный лист (лат. ternatum, tridactylium) — частный случай сложного листа, если он состоит из трёх листочков на общем черешке.

Как правило в тройчатых листьях листочки без черешков, такой лист называется пальчато-тройчатый. Но иногда черешочек присутствует, в этом случае лист называется перисто-тройчатый. Эти листья на самом деле получены (путем редукции) из перисто-сложного листа и встречаются, например, у некоторых представителей семейства бобовые (Fabaceae Lindl., 1836). Данную редукцию можно наблюдать у малины (Rubus idaeus L.), на побегах которой присутствуют сложные листья, состоящие и из трёх листочков, и из семи листочков.

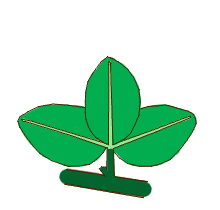
Три сидячих листочка на одном черешке
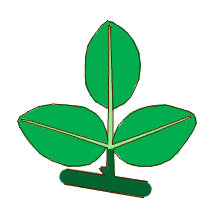
Верхушечный листочек на черешочке, а боковые листочки сидячие
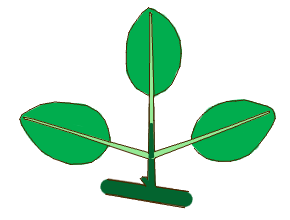
Боковые листочки на черешках
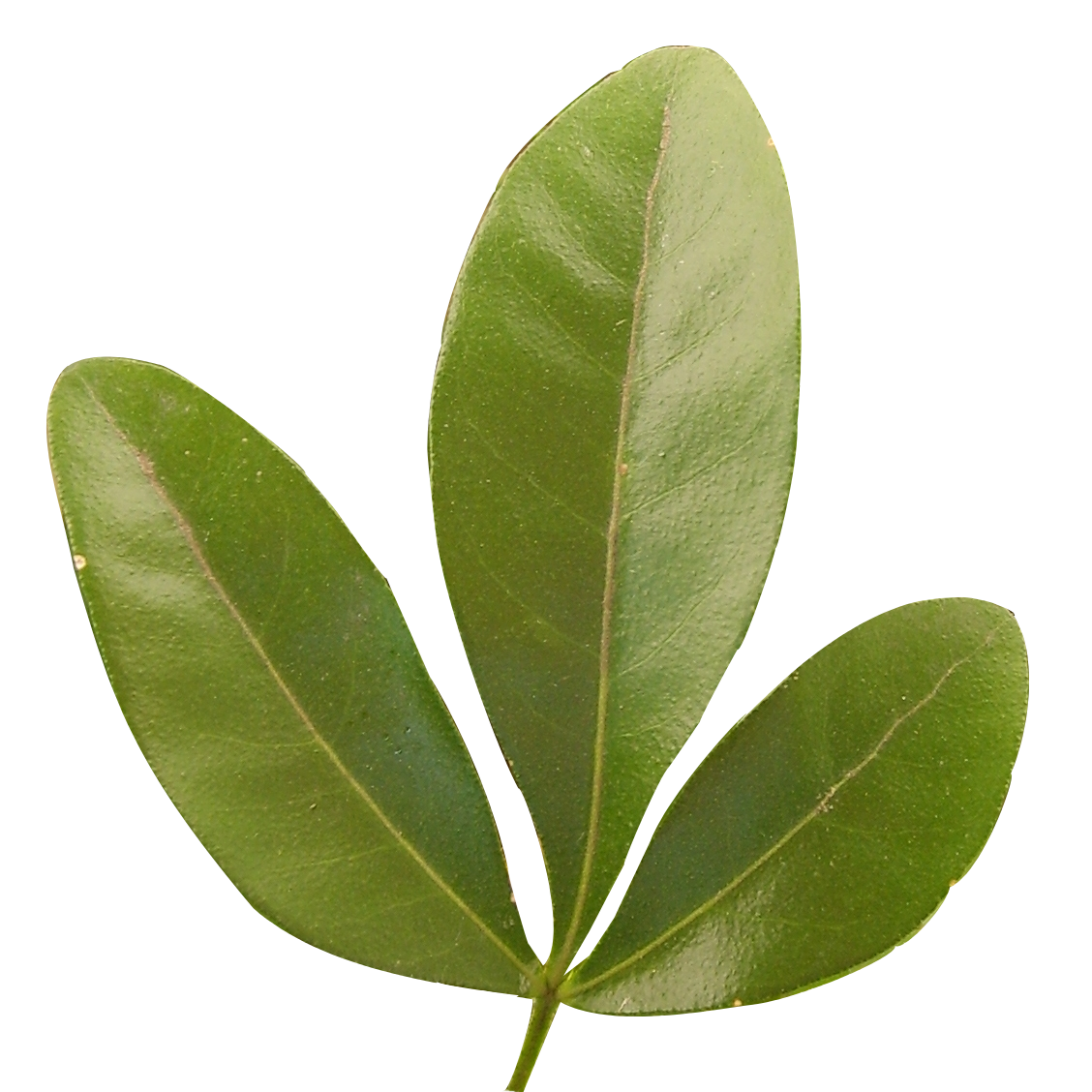
Choisya ternata — пальчато-тройчатый
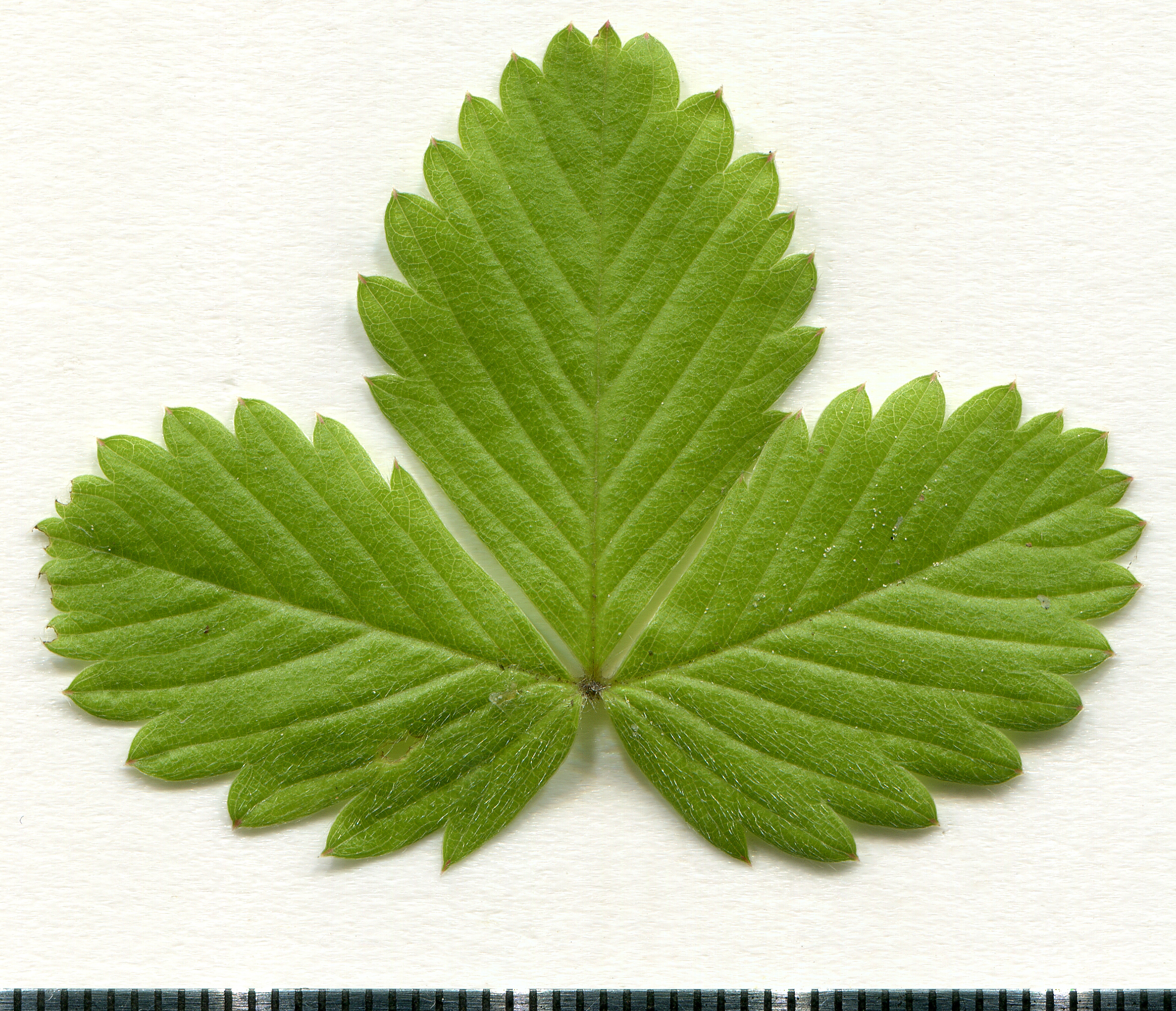
Fragaria vesca — пальчато-тройчатый
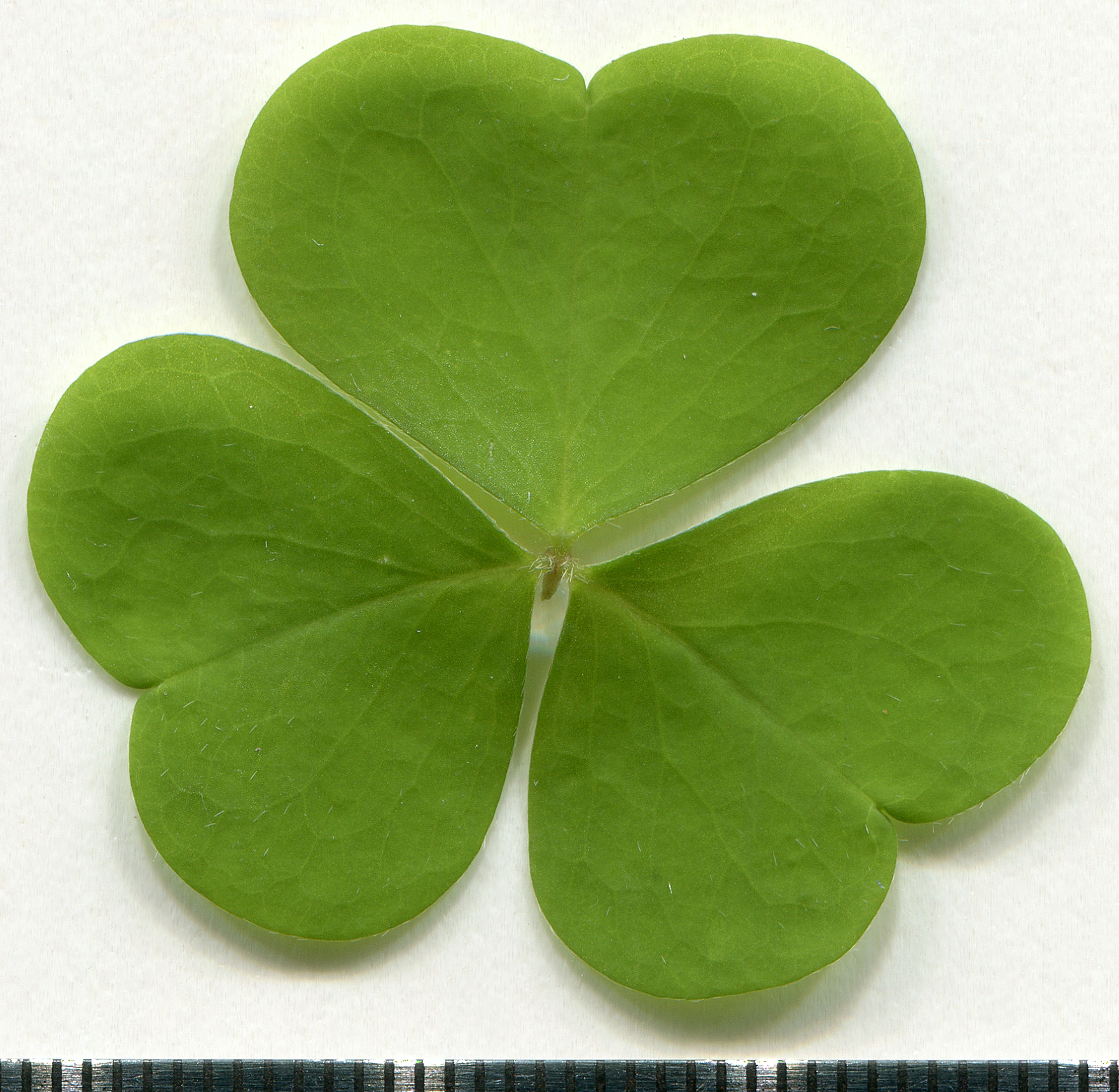
Oxalis — пальчато-тройчатый
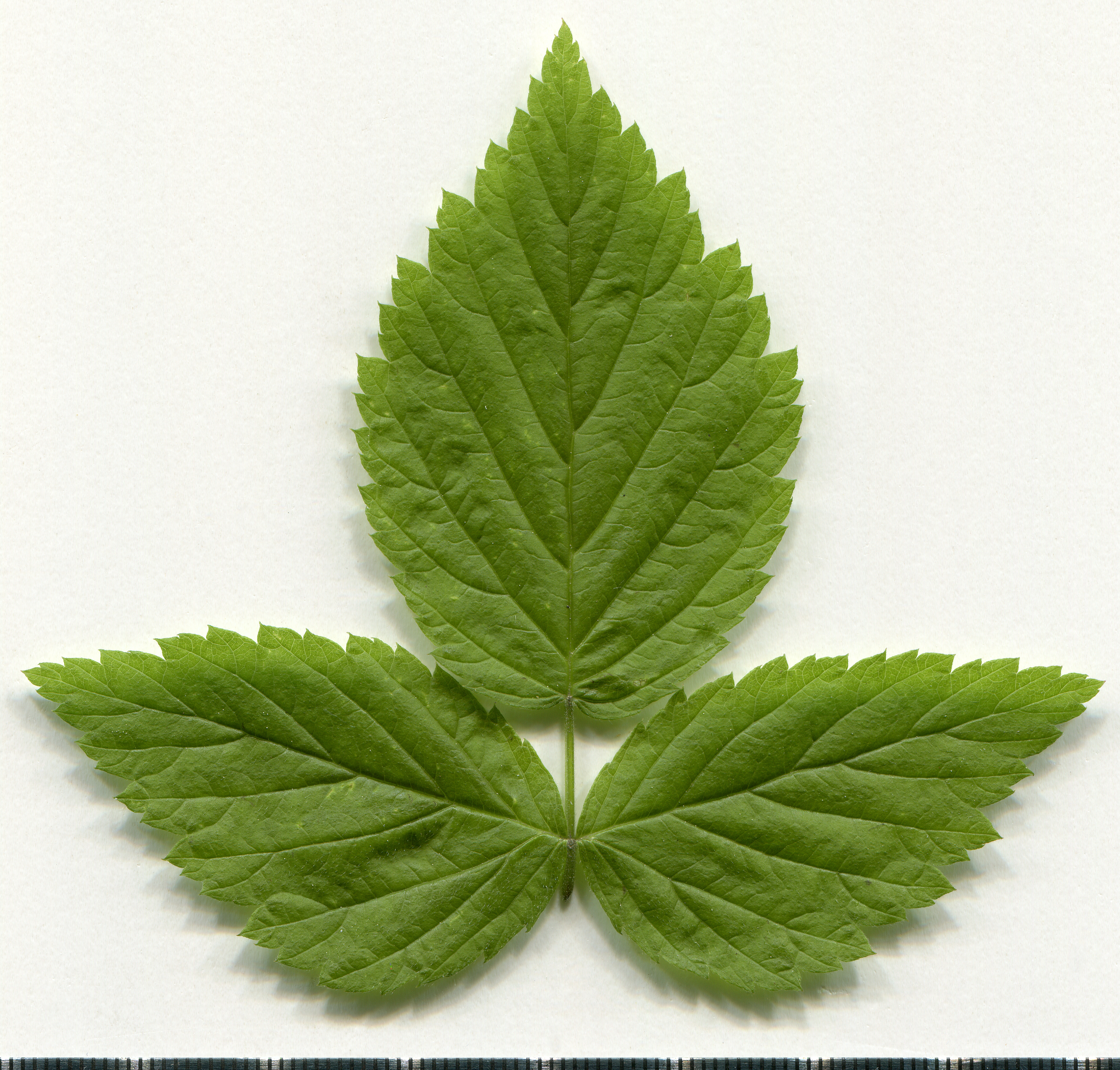
Rubus idaeus — перисто-тройчатый

#### Четверичные листья
Четверичный лист (лат. quadrinatum, tetradactylium) — частный случай сложного листа, если он состоит из четырёх листочков на общем черешке.

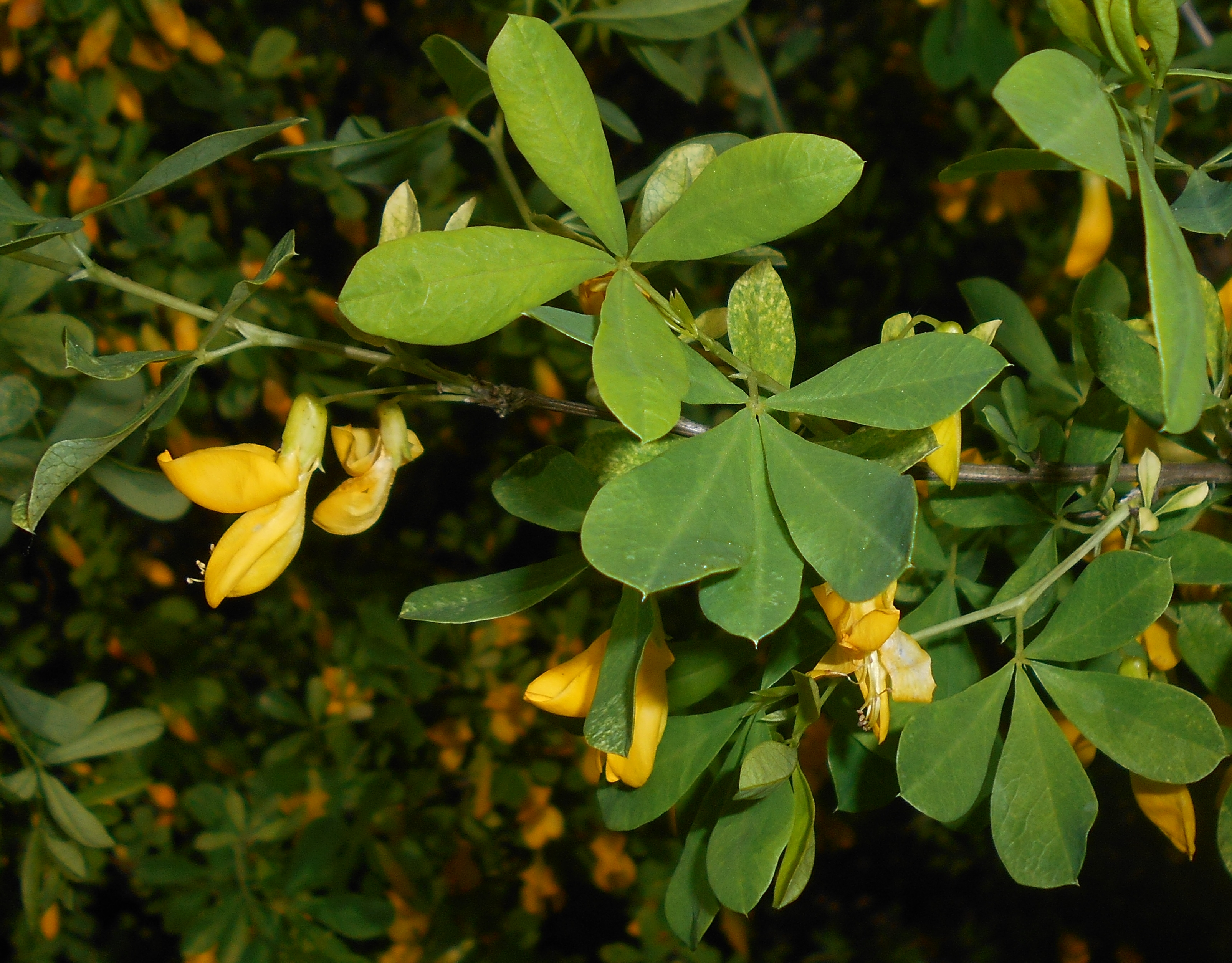
Карагана кустарниковая (Caragana frutex)

#### Пальчатые листья
Пальчатый или лапчатый или пальчатосложный или перстистый лист (лат. digitatum) — лист, главная ость которого редуцирована, все листочки, расходятся по радиусу от одной точки — окончания черешка — подобно пальцам руки. В узком смысле термин применяют только для сложных листьев, у которых листочков больше трёх или больше пяти, то есть для «многолисточковых листьев» (лат. multi-foliolatum), чтобы отделить их от перечисленных выше листьев. 

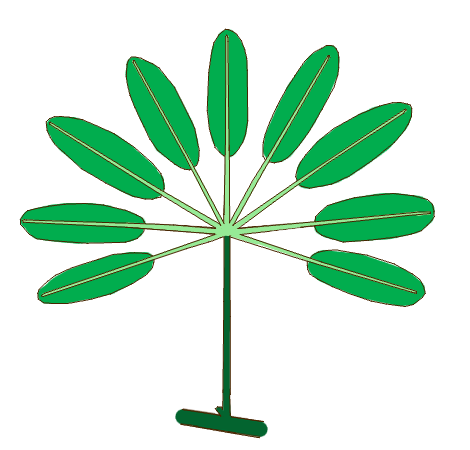
Пальчатый лист
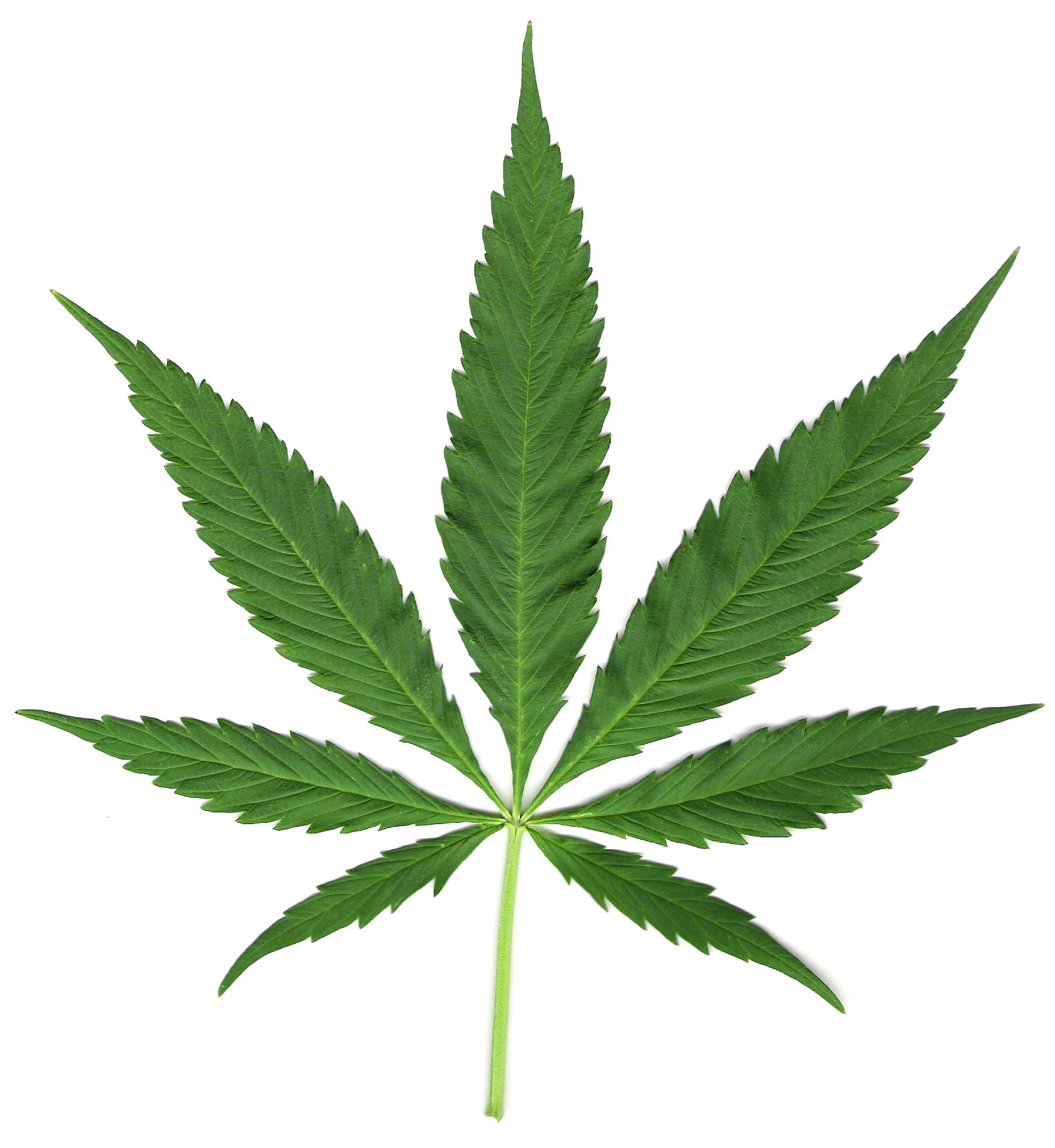
Конопля посевная
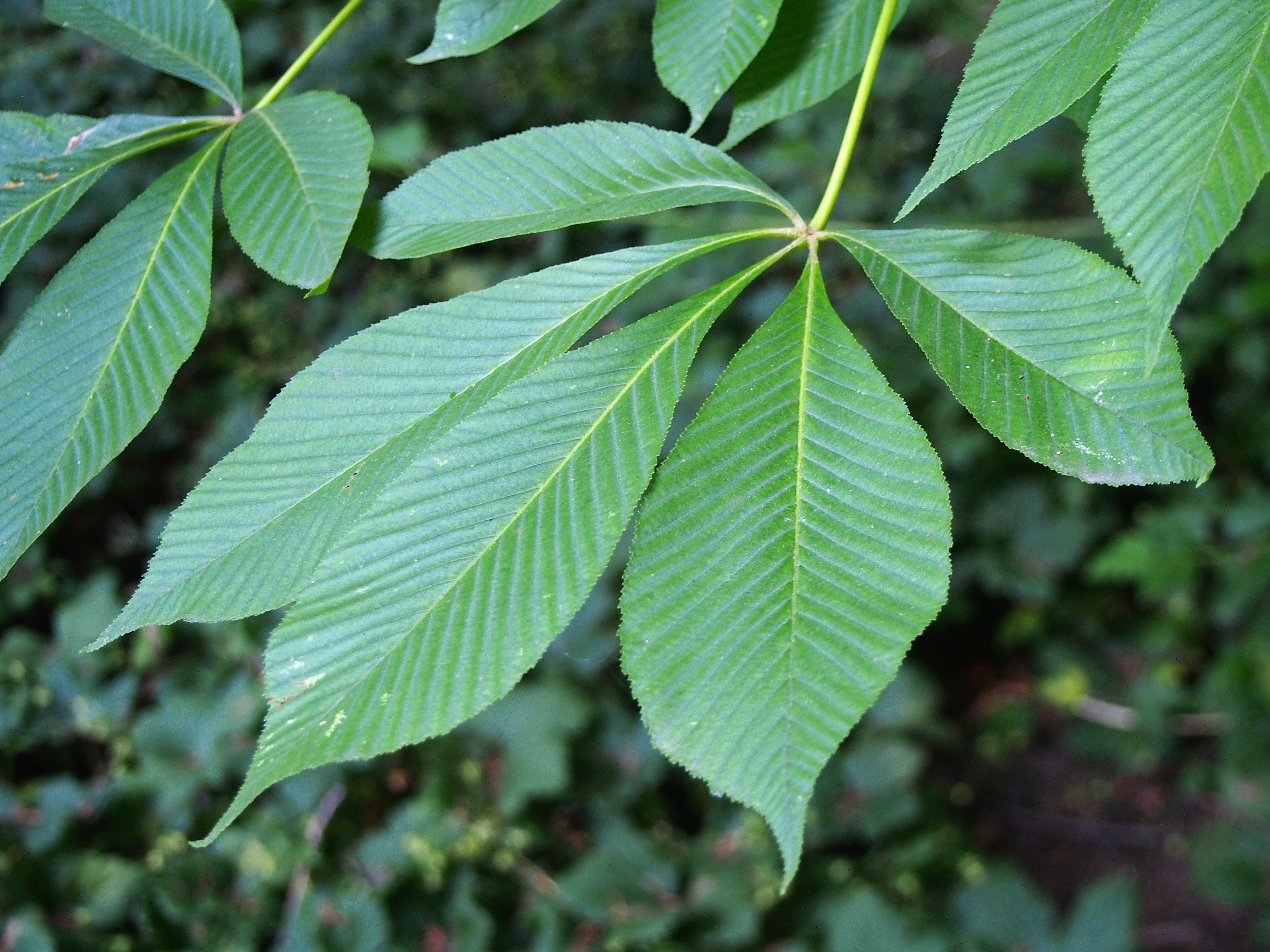
Конский каштан жёлтый
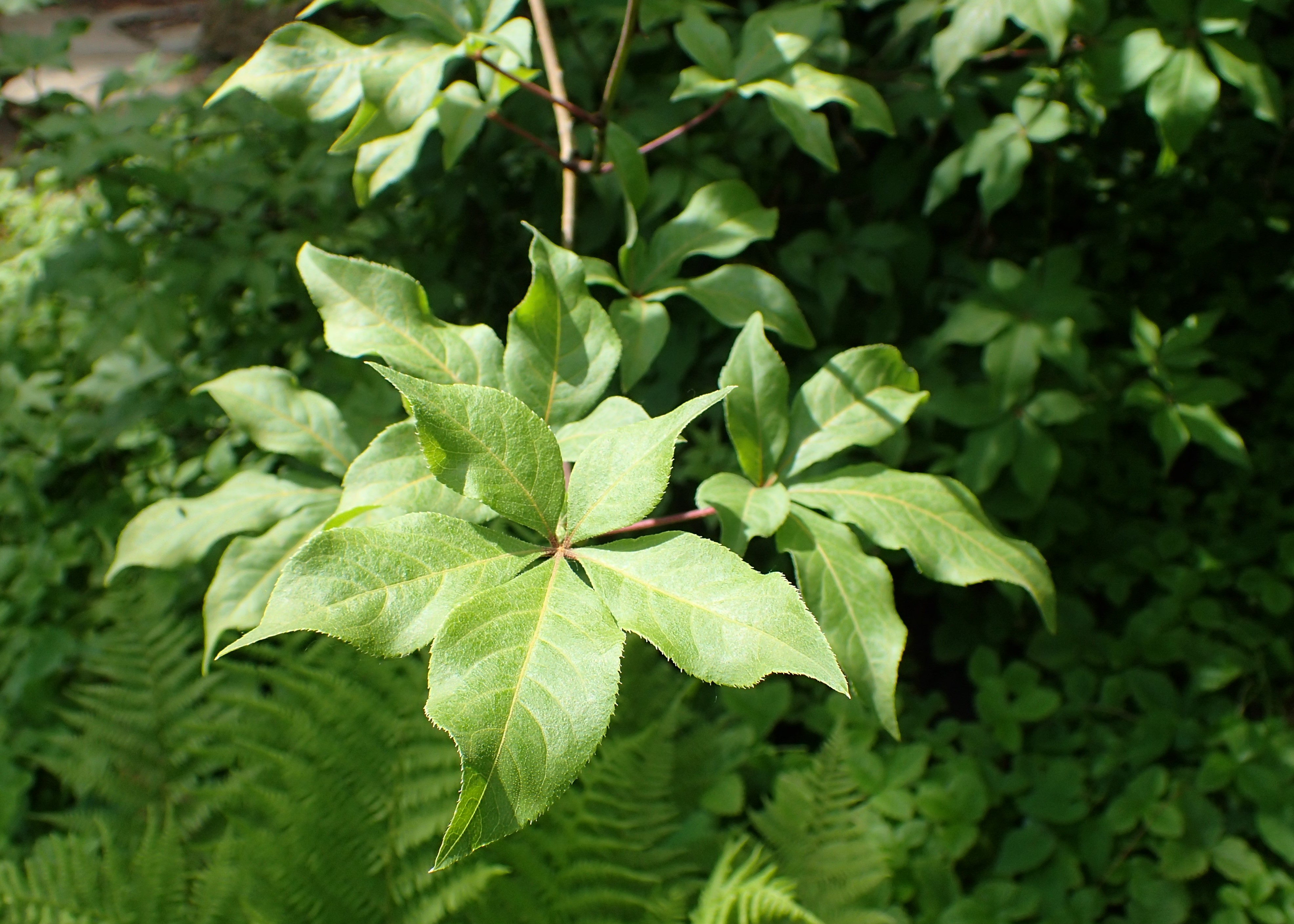
Eleutherococcus setchuenensis
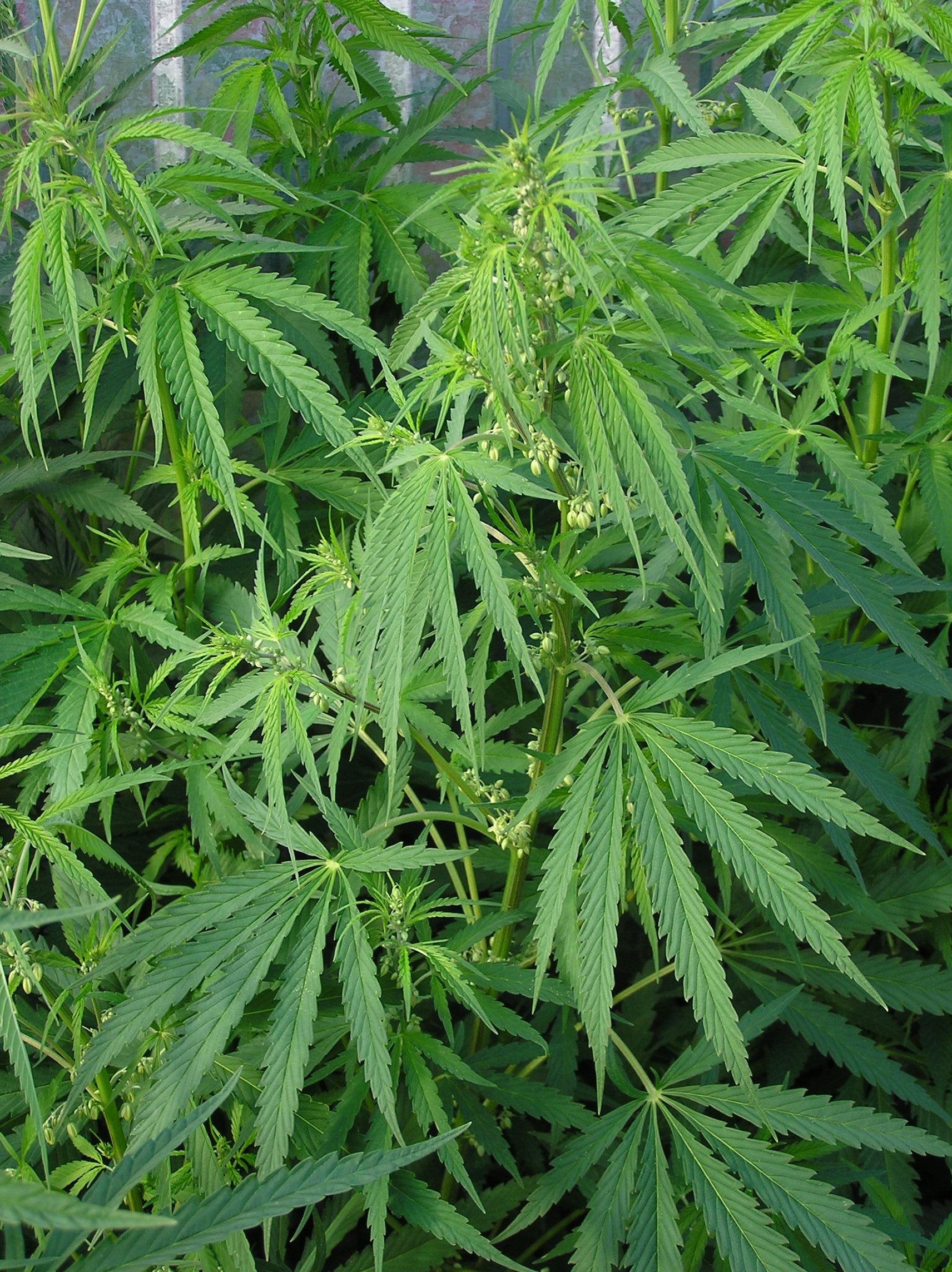
Конопля сорная
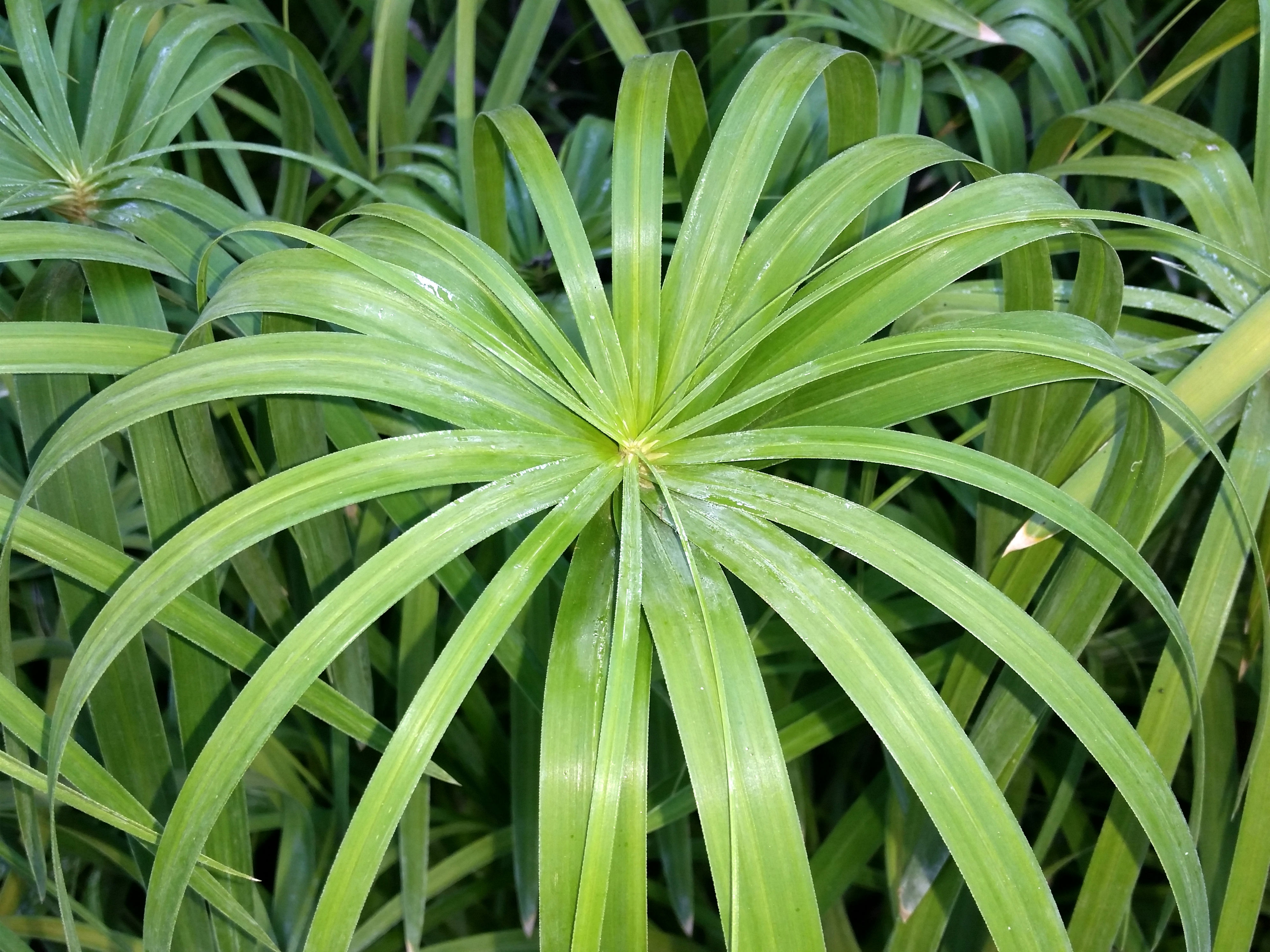
Сыть папирусная
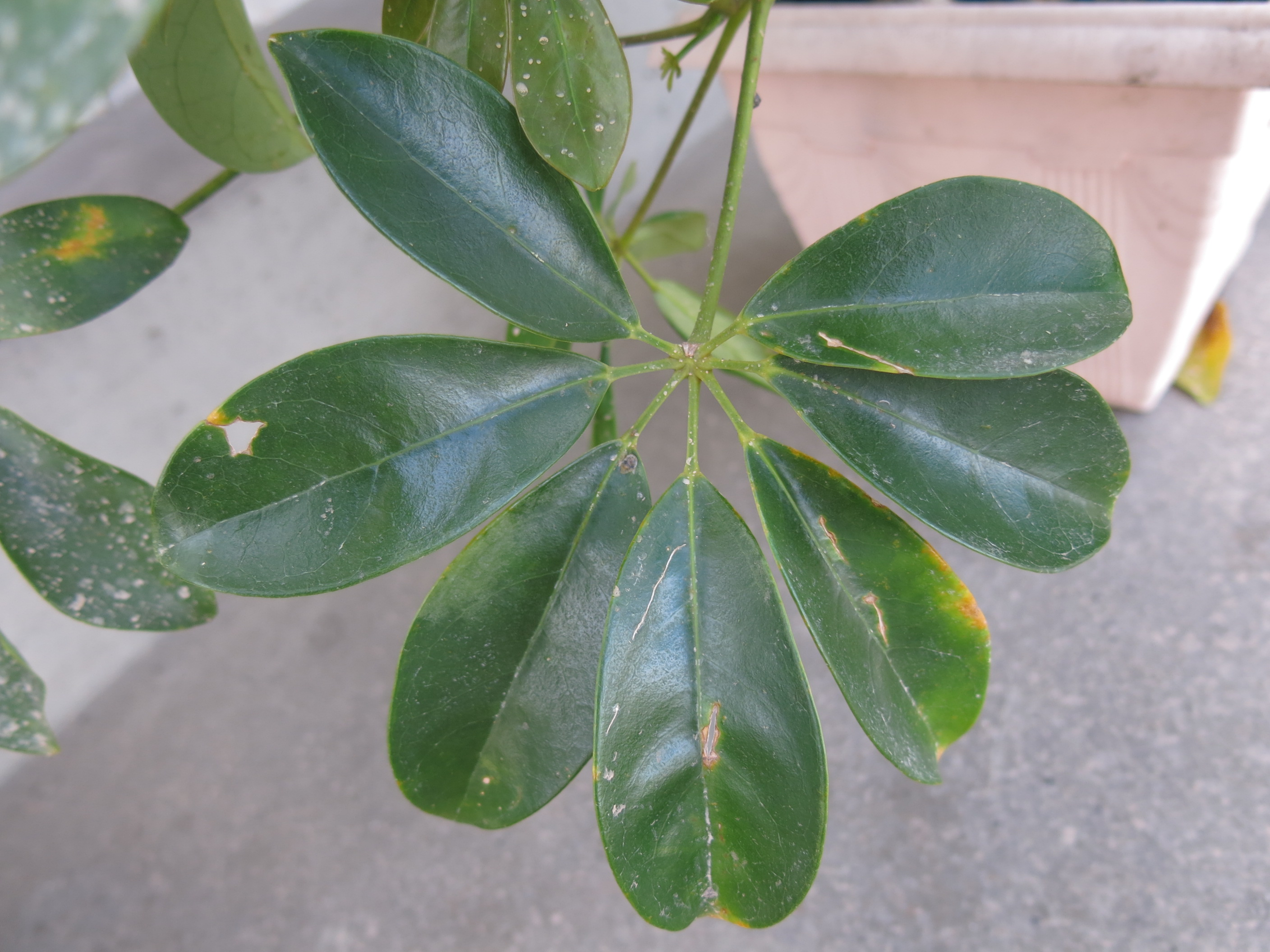
Schefflera arboricola
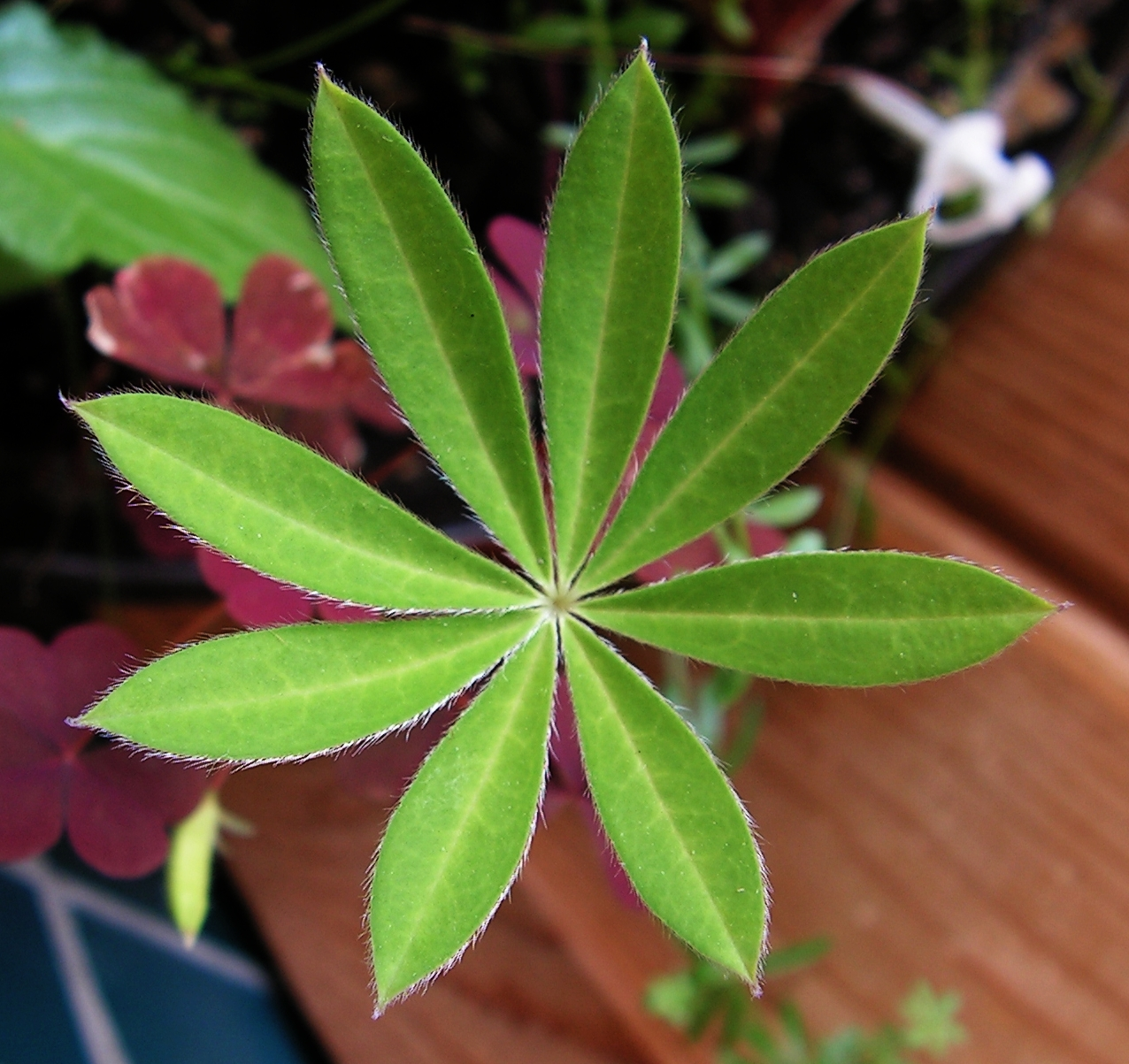
Люпин многолистный (Lupinus polyphyllus)

Существуют также пальчатолопастные листья (лат. palmatilobatus) листья, у которых черешок сначала разделяется надвое, и образует «стопу» (лат. pedatum), от которой отходят две «ветви» пальчатых листьев. Такие листья называются стоповидными, но при этом источники относят их к простому рассечённому листу, а не к сложному. 

Пальчатолопастной лист
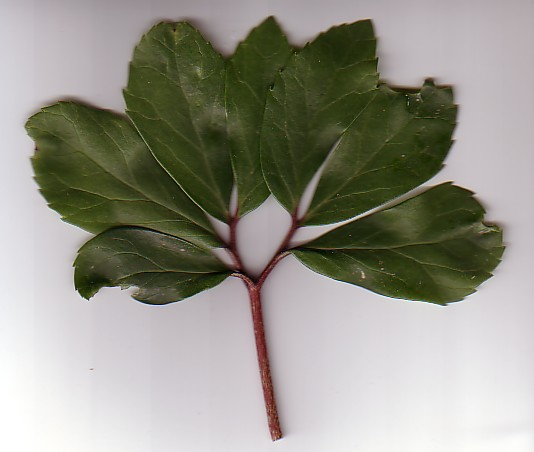
Пальчатолопастной лист Helleborus niger
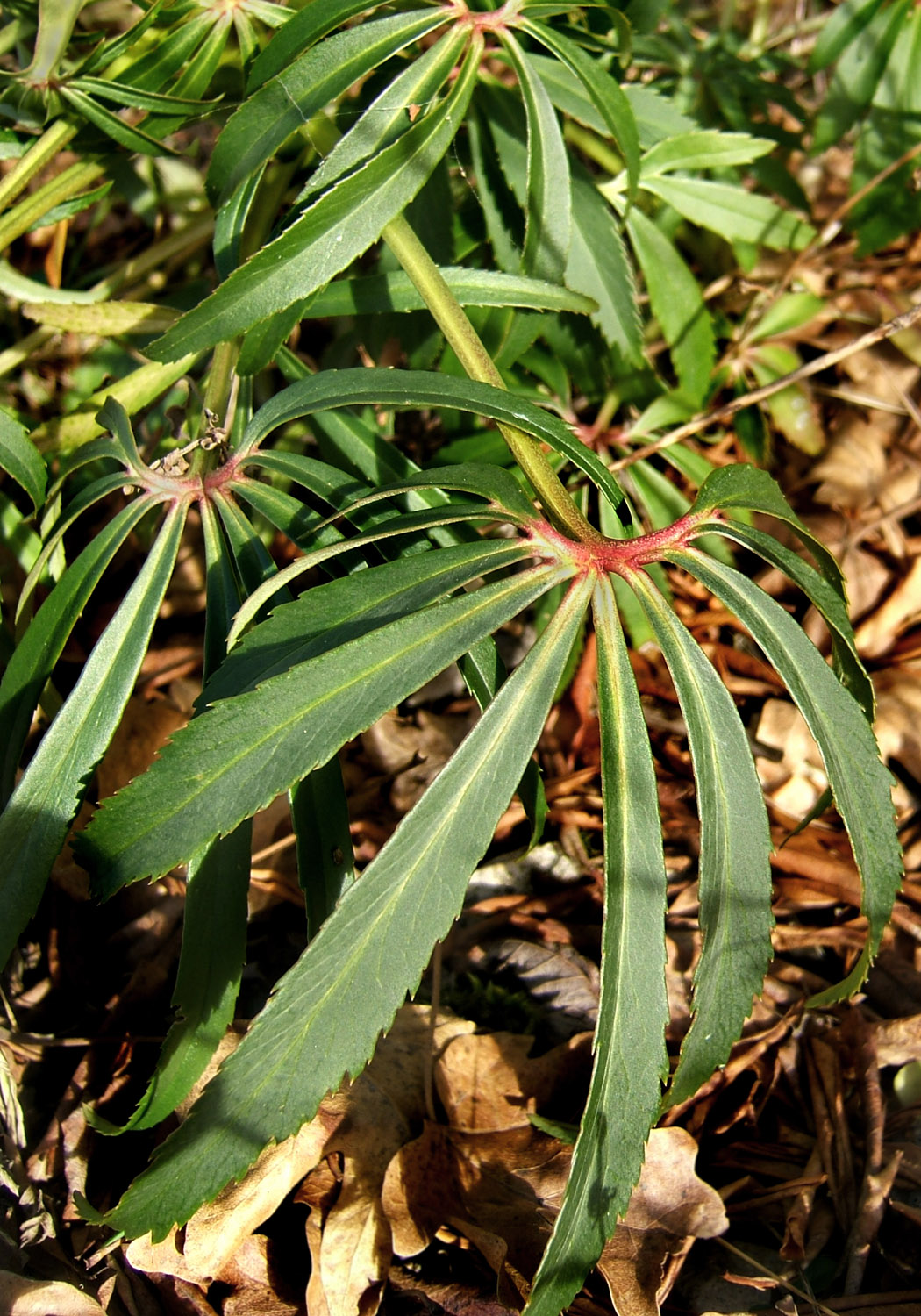
Пальчатолопастные листья Helleborus foetidus

#### Перистые листья
Перистый, или перистолистный, или перисто-сложный лист (лат. pinnatum), — такой лист, в котором листочки распределены вдоль главной оси и расположены по бокам главного черешка. По наличию центрального (или терминального) листика, перистые листья подразделяются на непарноперистые и парноперистые.

##### Непарноперистые листья
Непарноперистый, или нечётноперистый (лат. impari-pinnatum), — перисто-сложный лист, который оканчивается верхушечным непарным листиком, то есть общее число листочков в сложном листе нечётное. 

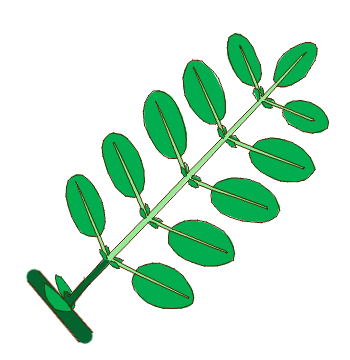
Непарноперистый лист с прилистничками
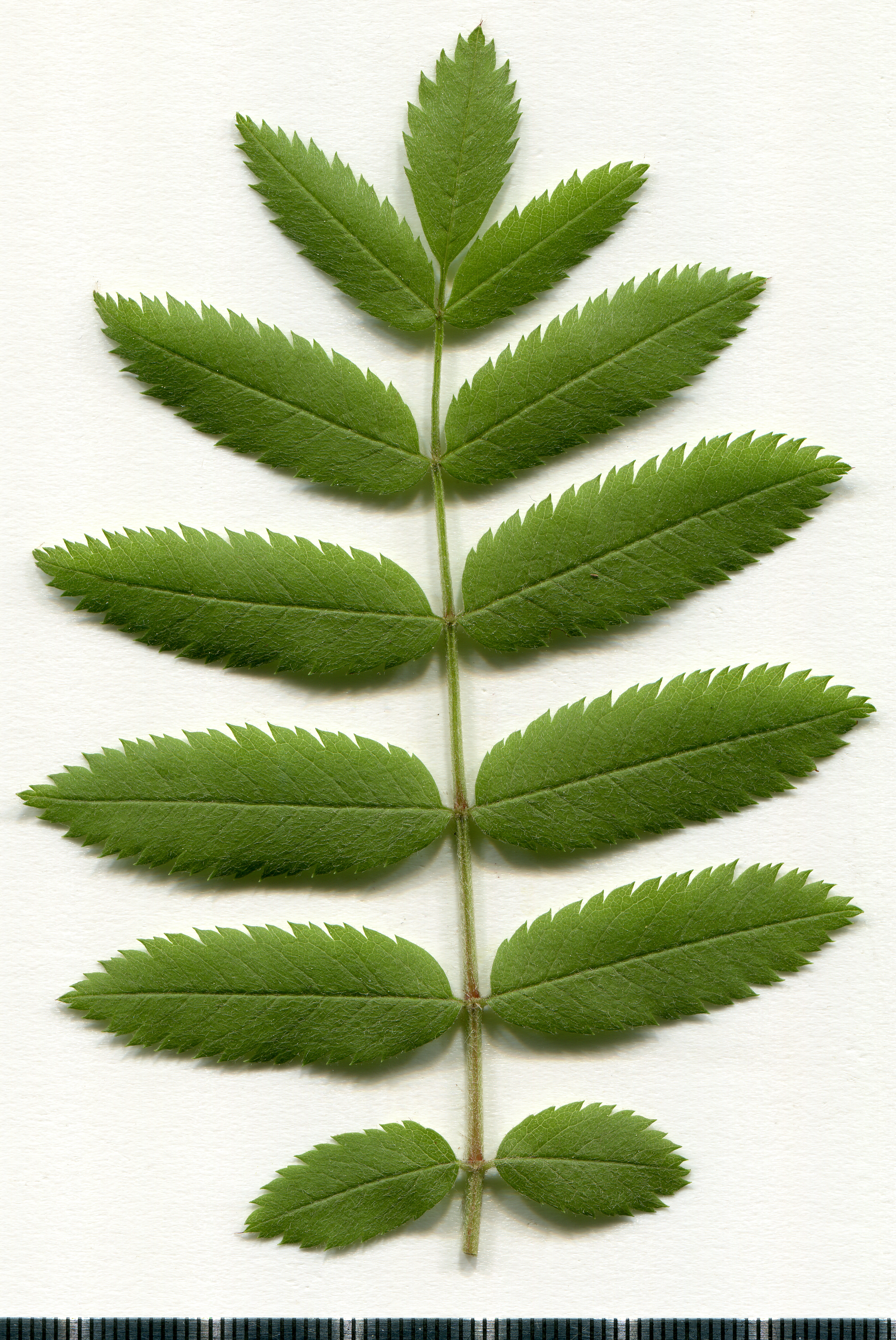
Sorbus aucuparia
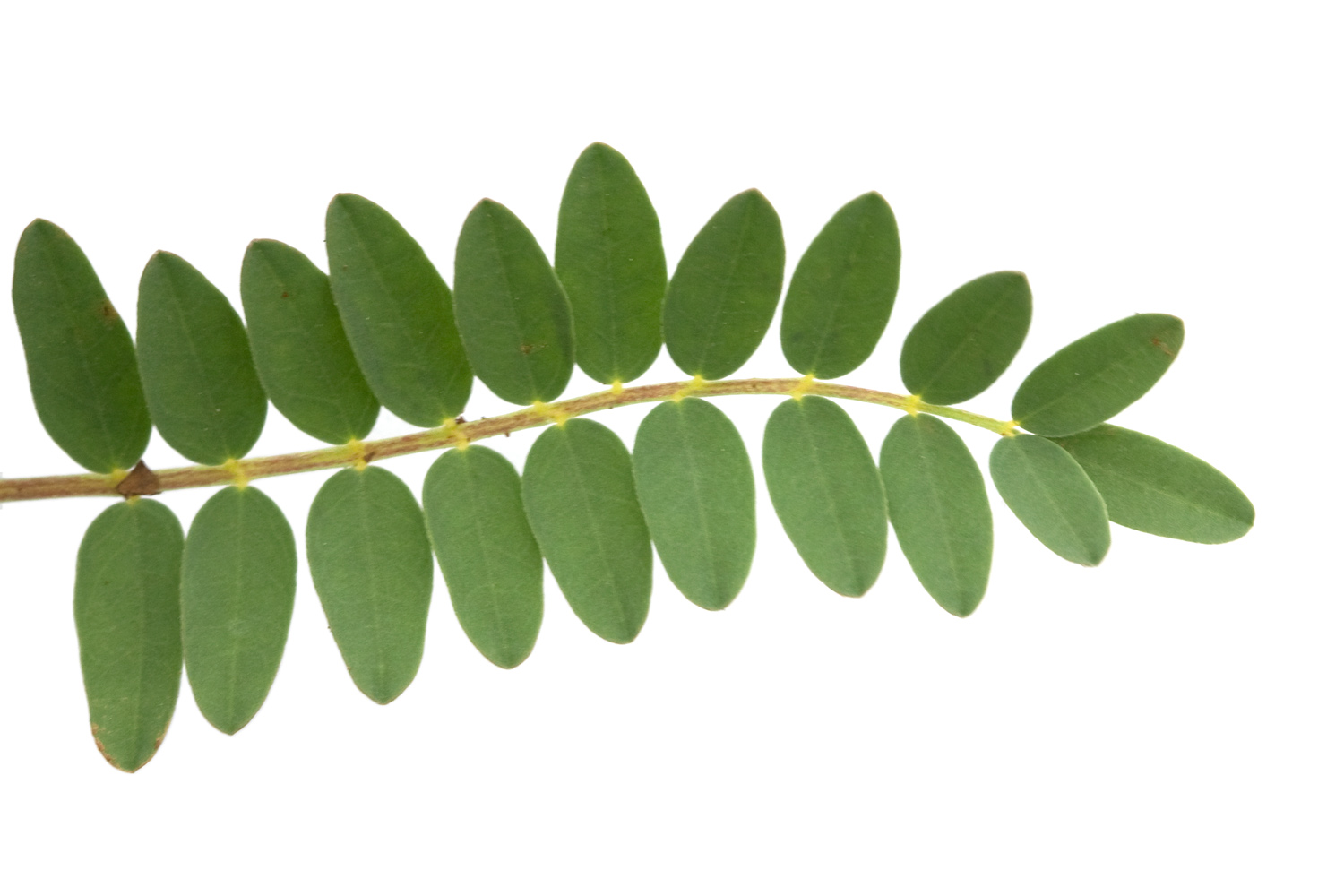
Astragalus bibullatus
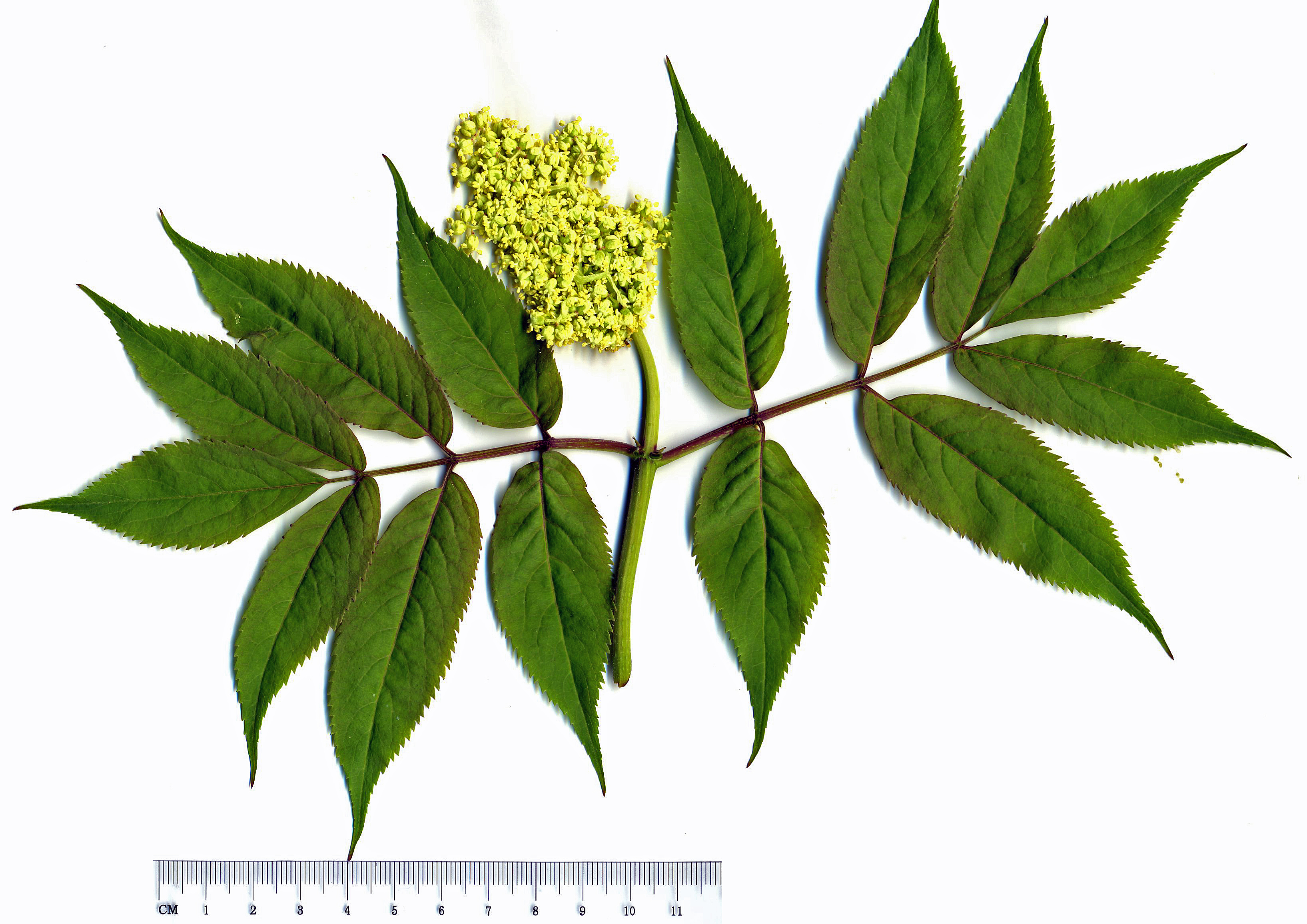
Sambucus racemosa
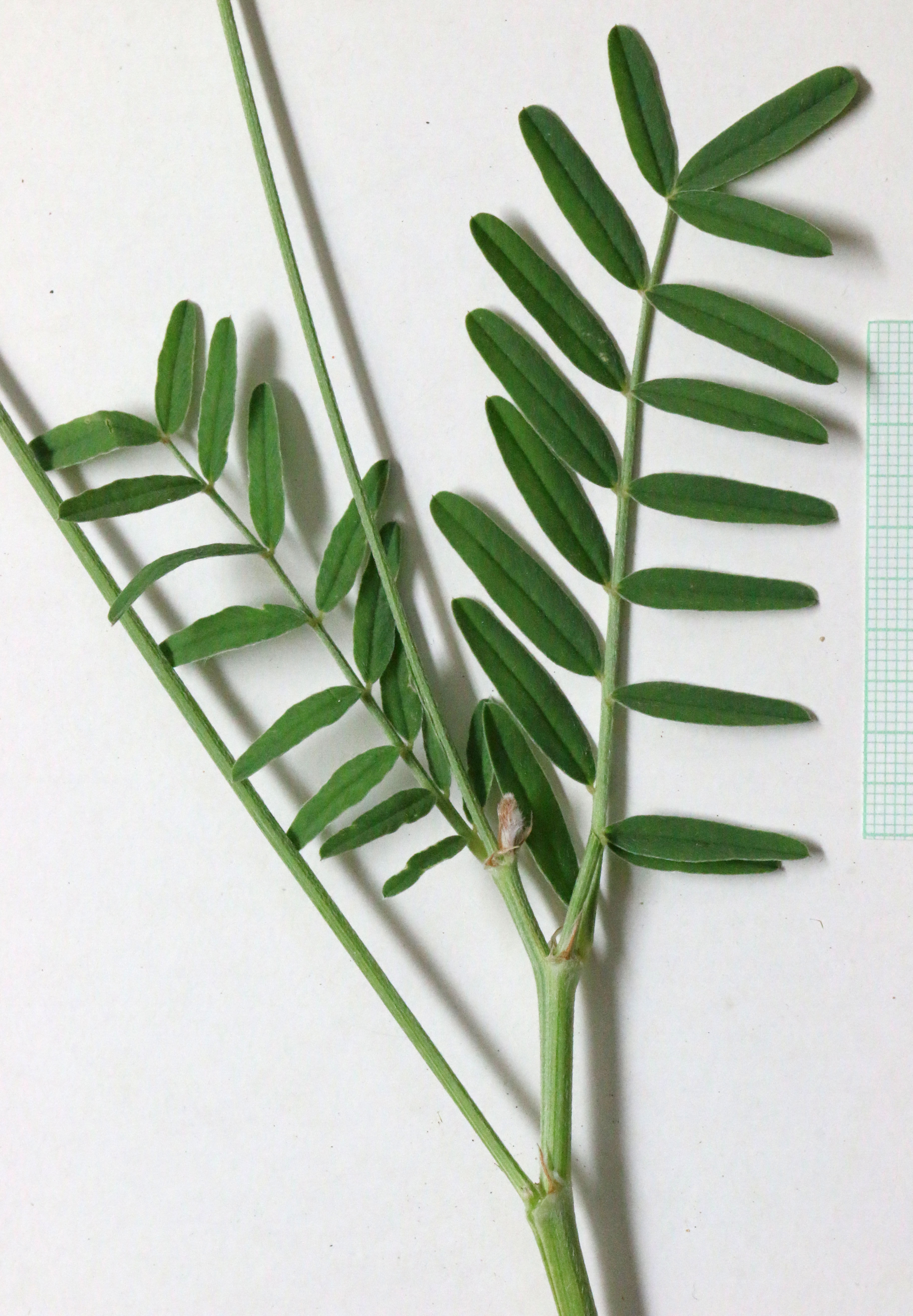
Onobrychis viciifolia
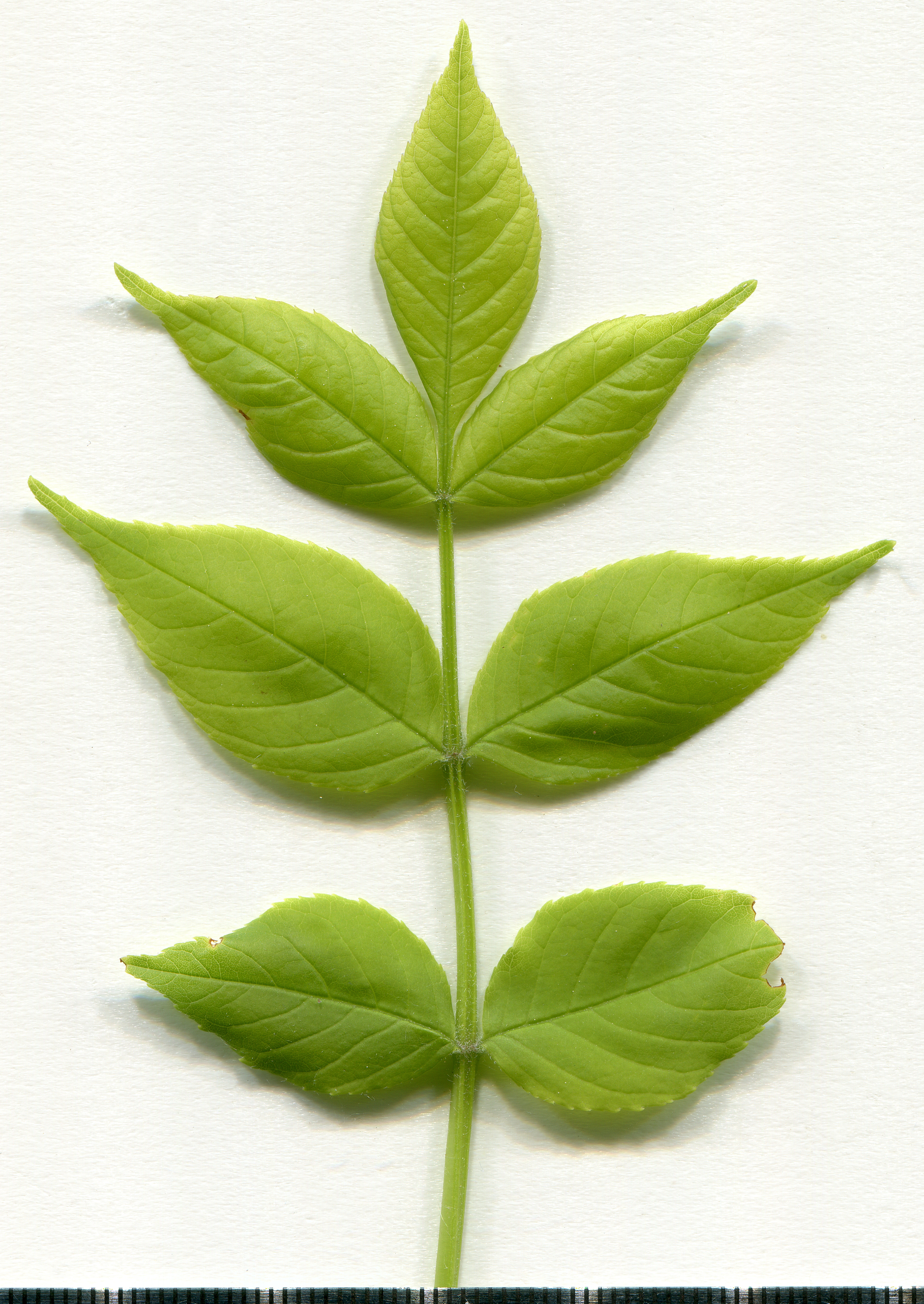
Fraxinus excelsior

##### Парноперистые листья
Парноперистый, или чётноперистый (лат. pari-pinnatum), — перисто-сложный лист, который оканчивается усиком, остевидным окончанием или шипиком, то есть с без верхушечного листика, при этом общее число листочков в сложном листе нечётное. 

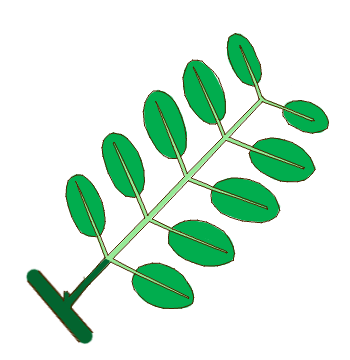
Парноперистый лист
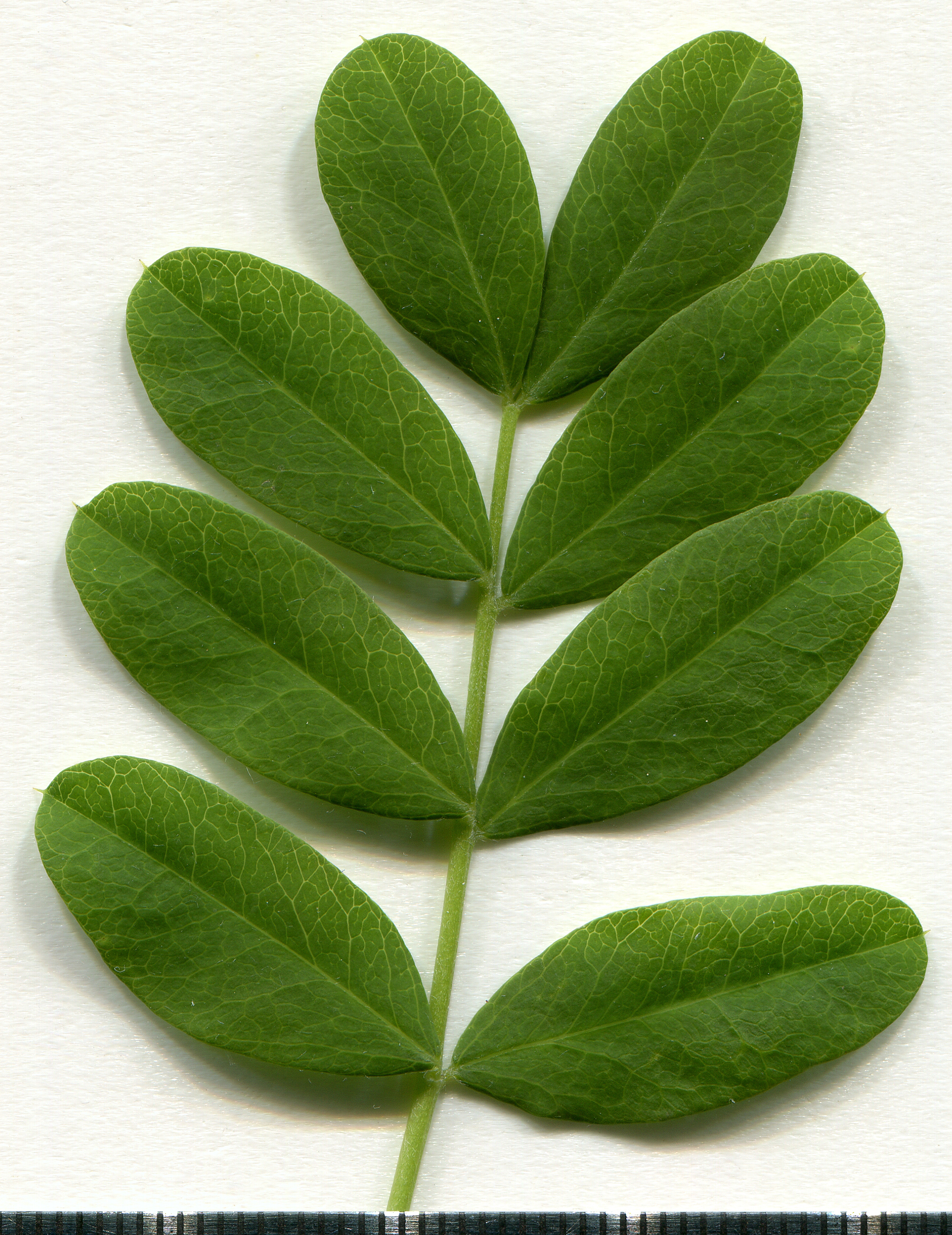
Caragana arborescens
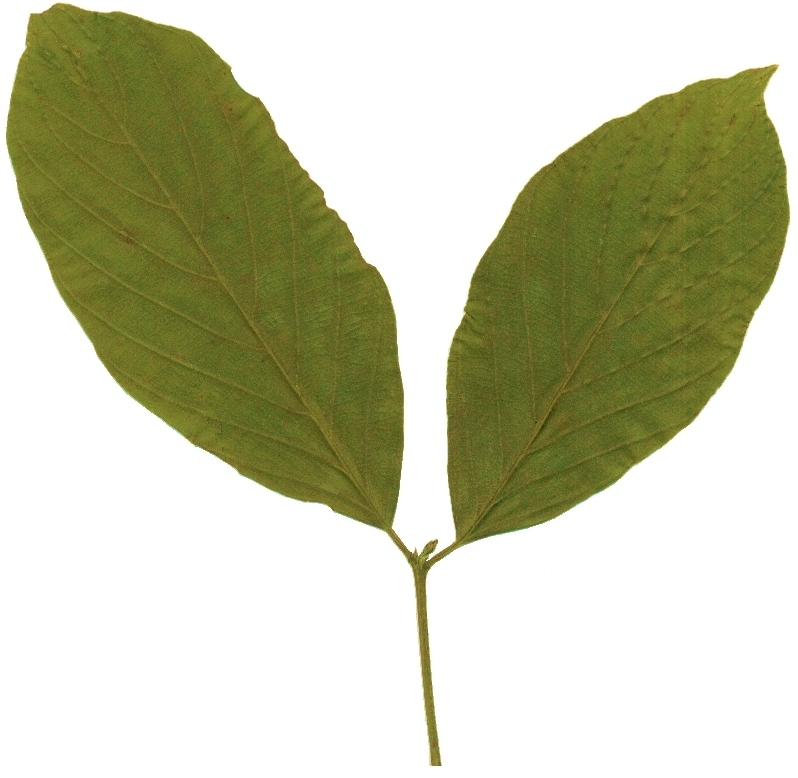
Lasiodiscus mildbraedii
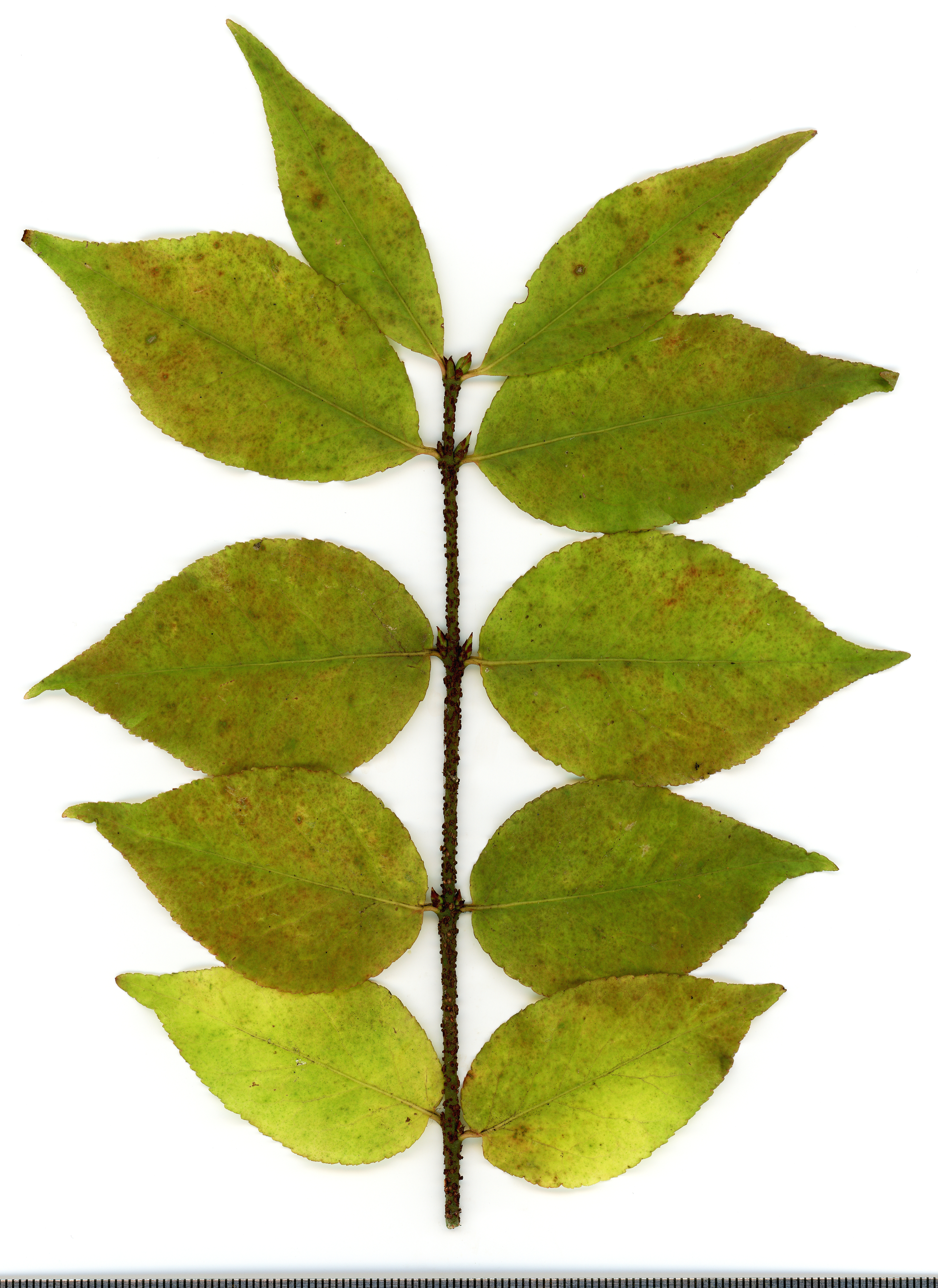
Euonymus verrucosus
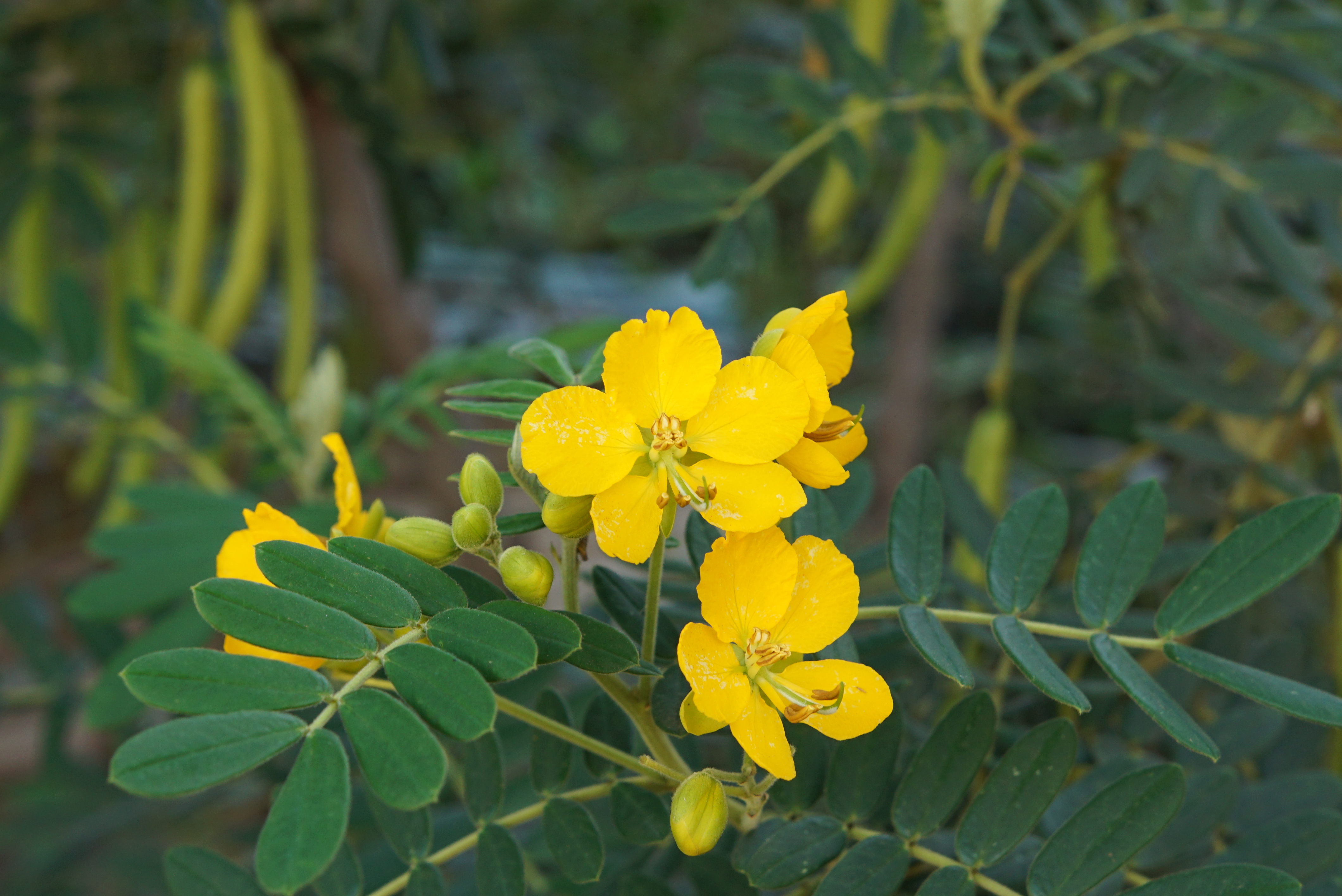
Senna alexandrina
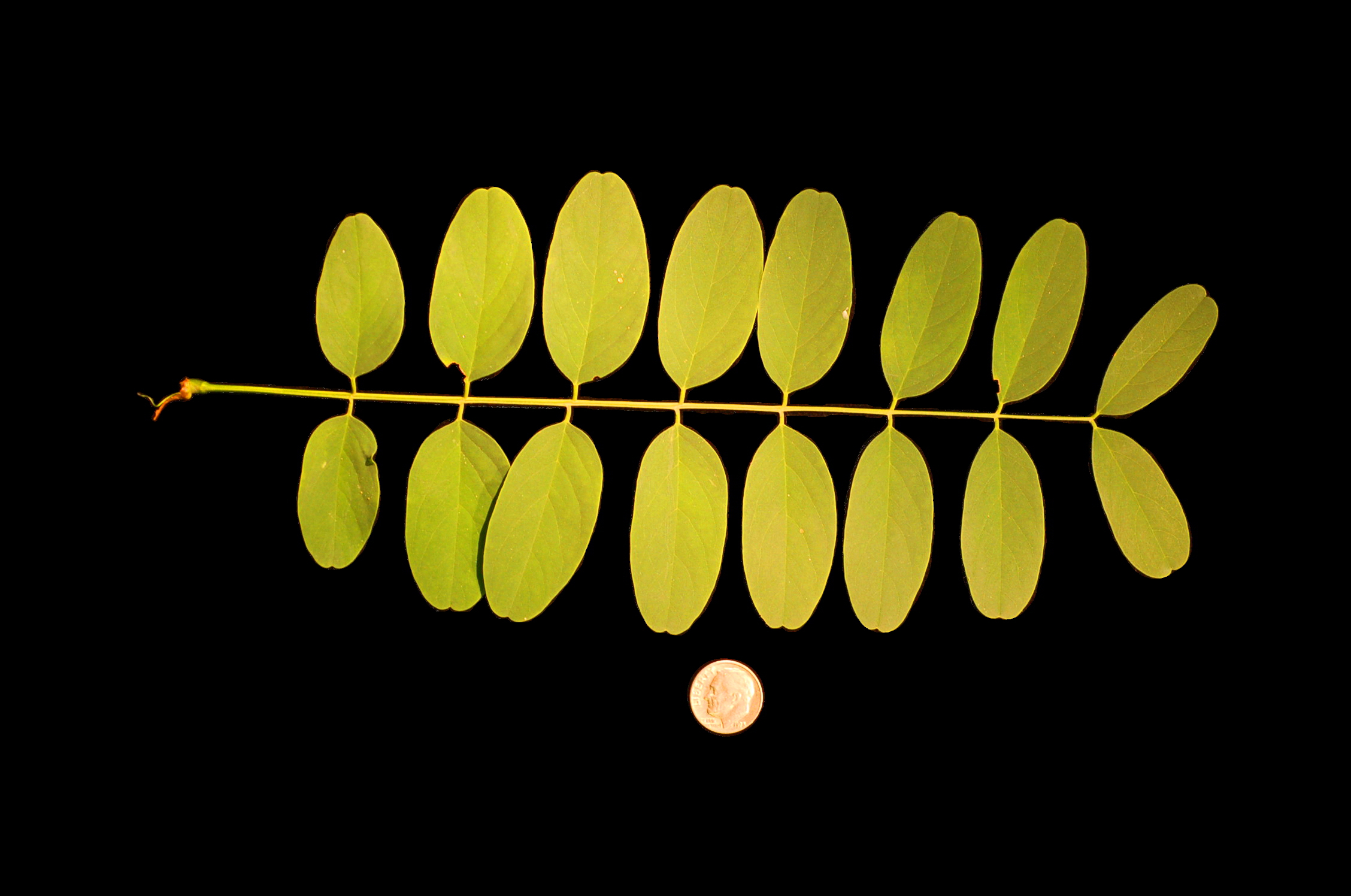
Robinia pseudoacacia
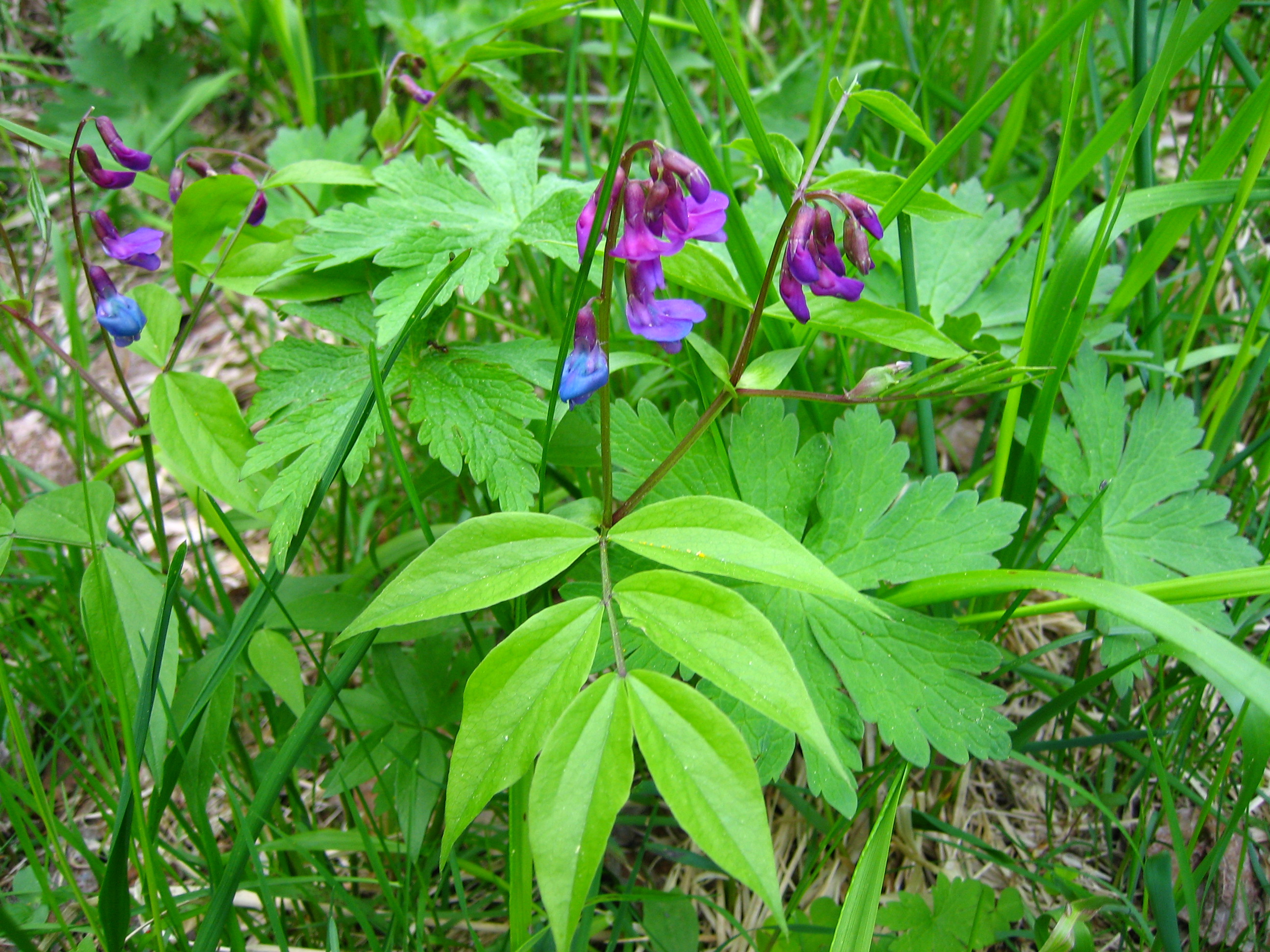
Lathyrus vernus

##### Разделение по положению боковых листочков
По распределению боковых листочков перистые листья подразделяются на:
- супротивно-перистые (лат. opposite-pinnatum) — листочки расположены попарно друг напротив друга,
- очерёдно-перистые (лат. alternatim-pinnatum) — листочки не супротивны,
- прерывно-перистые (лат. interrupte-pinnatum) — большие листочки поперемежаются с меньшими.

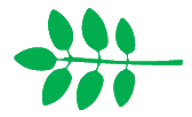
Супротивно-перистый лист
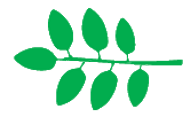
Очерёдно-перистый лист
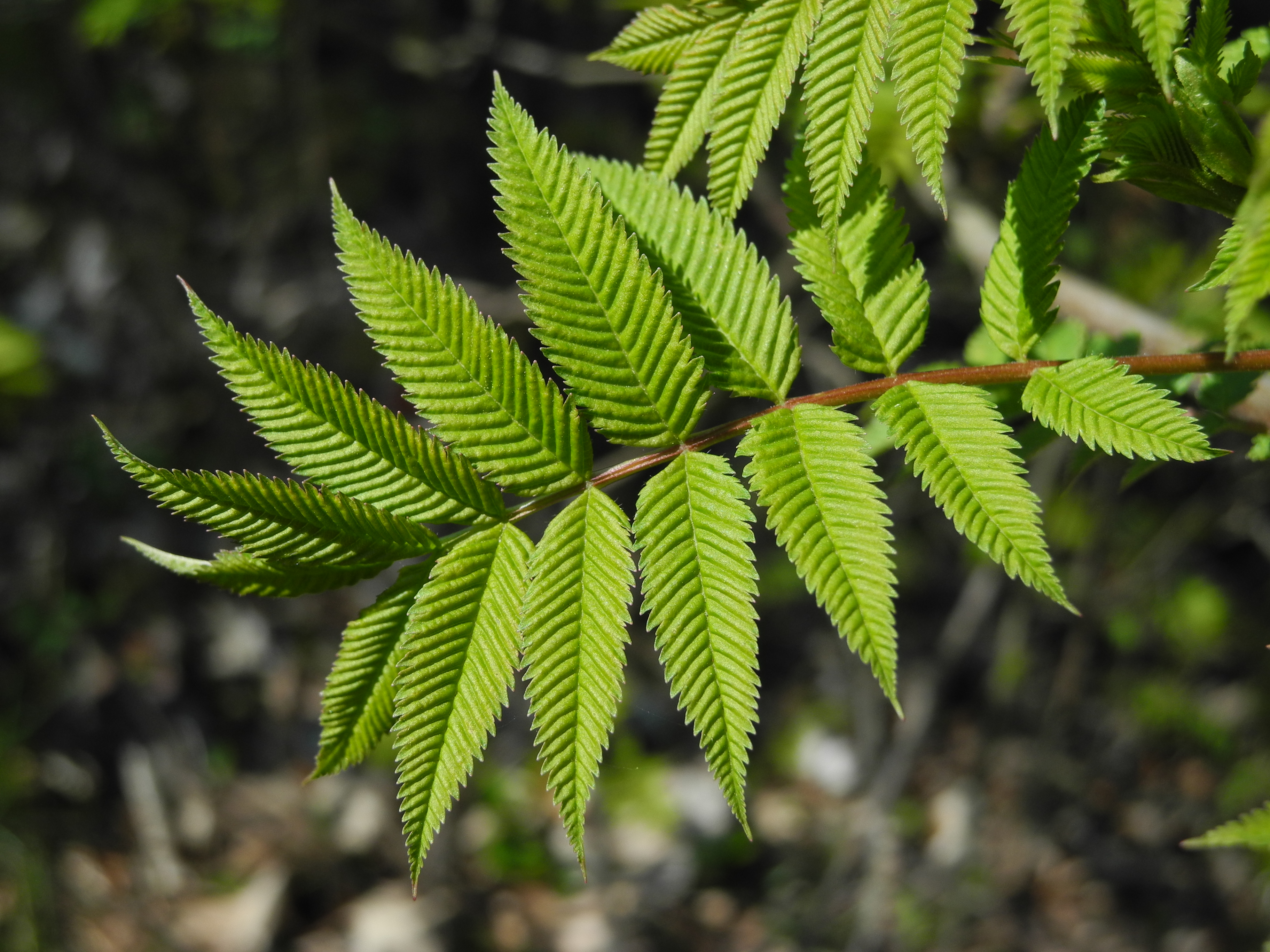
Супротивно-перистый лист Sorbaria sorbifolia
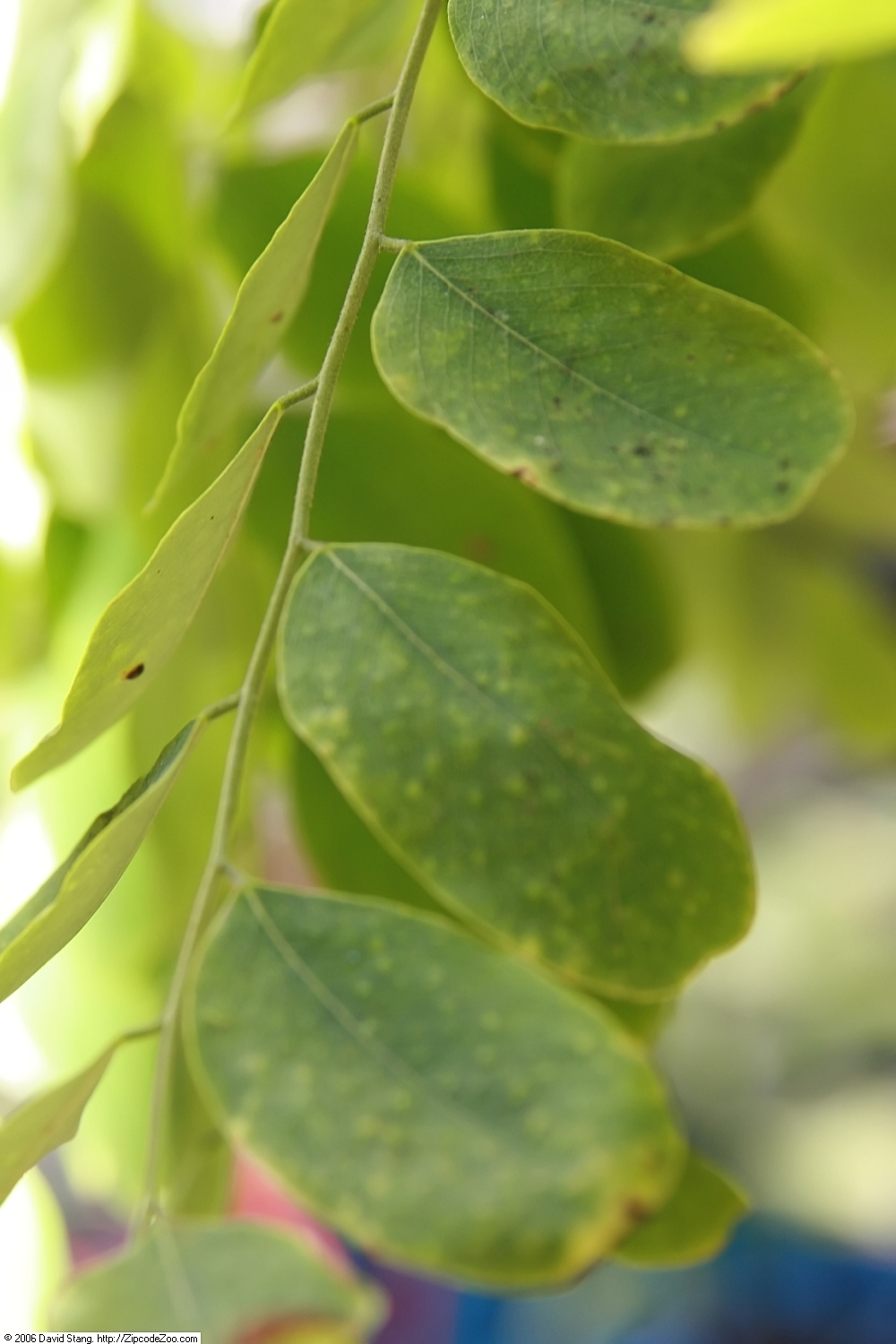
Очерёдно-перистый лист Dalbergia retusa
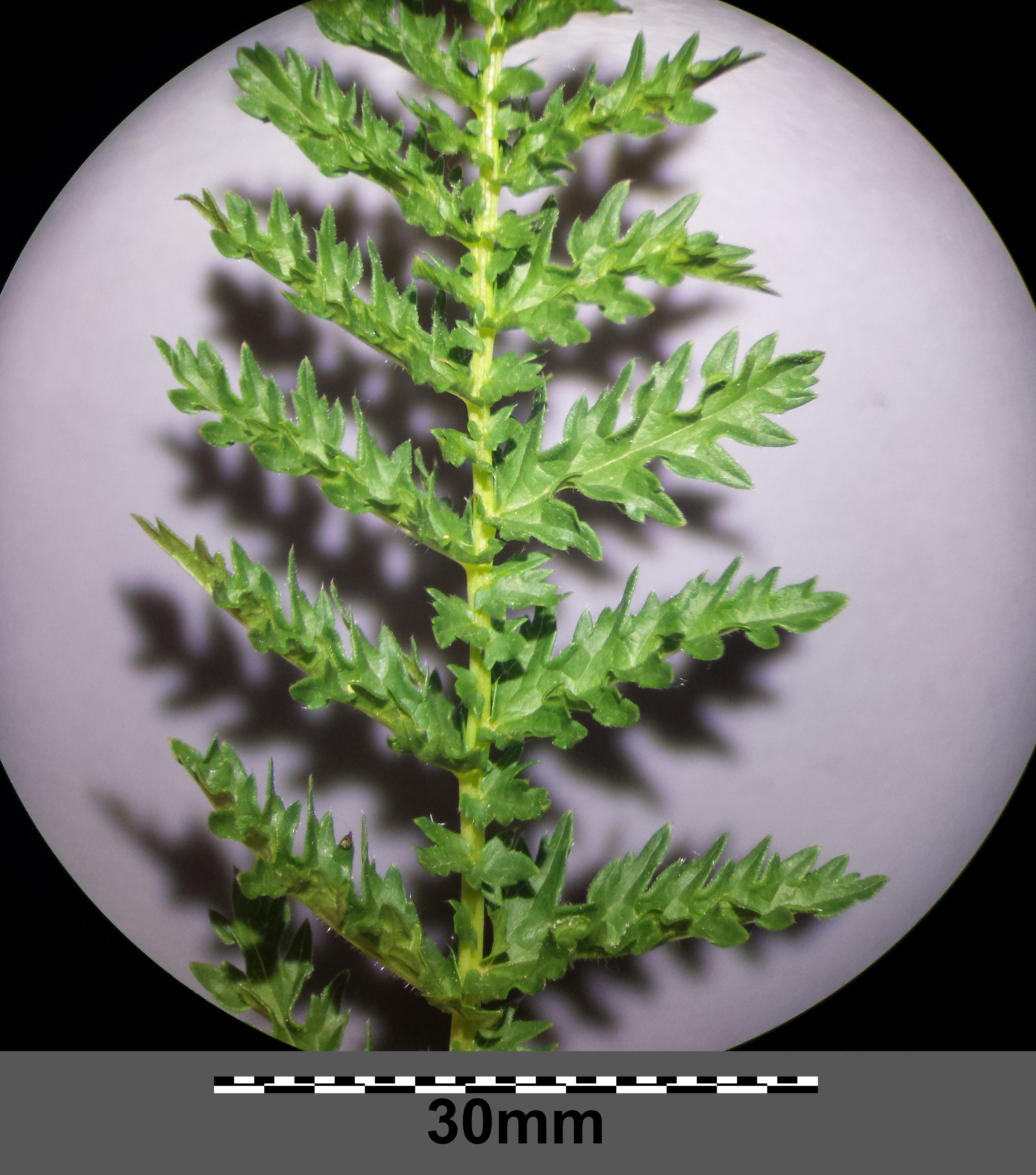
Прерывно-перистый лист Filipendula vulgaris
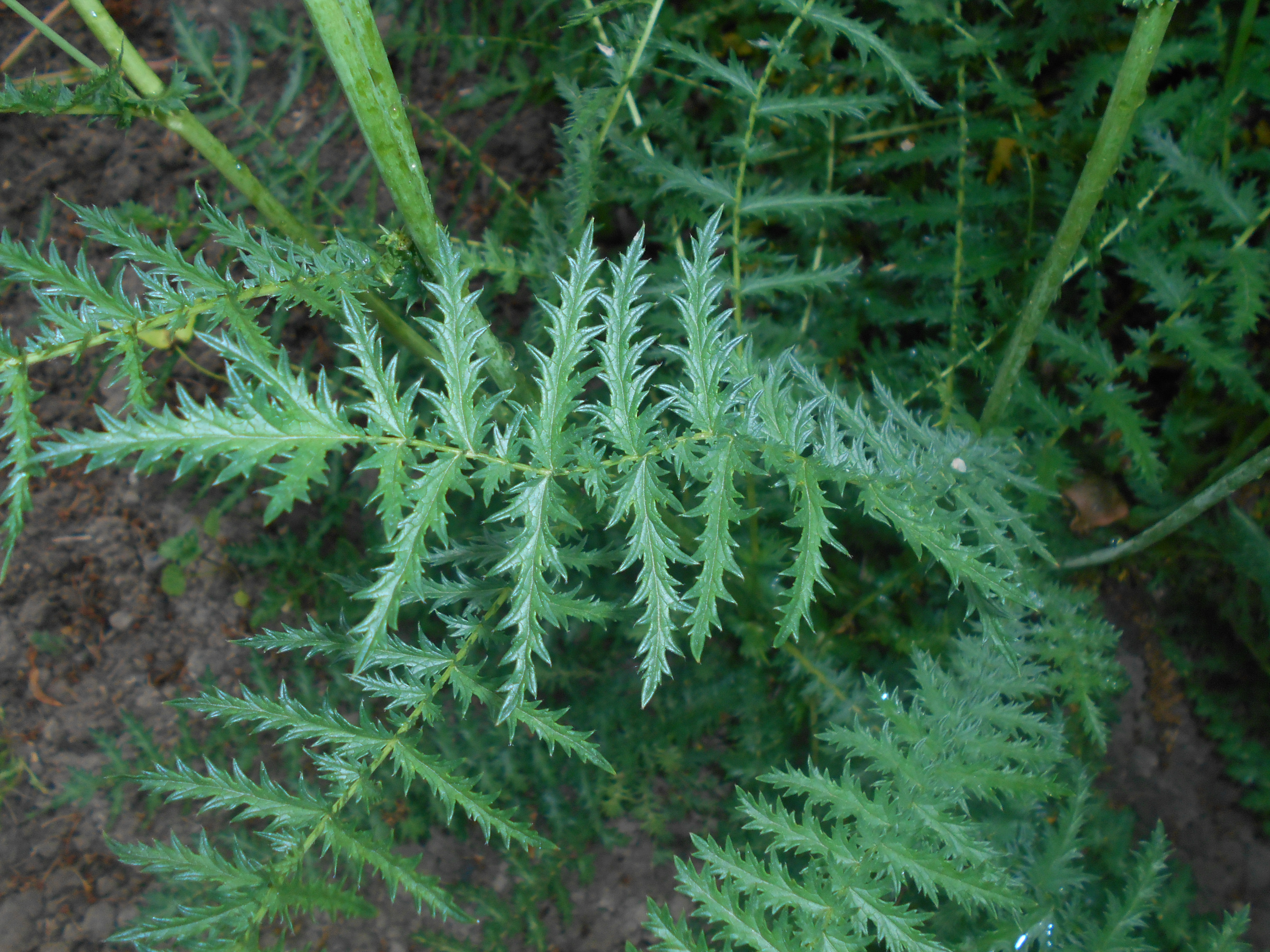
Прерывно-перистый лист Filipendula vulgaris
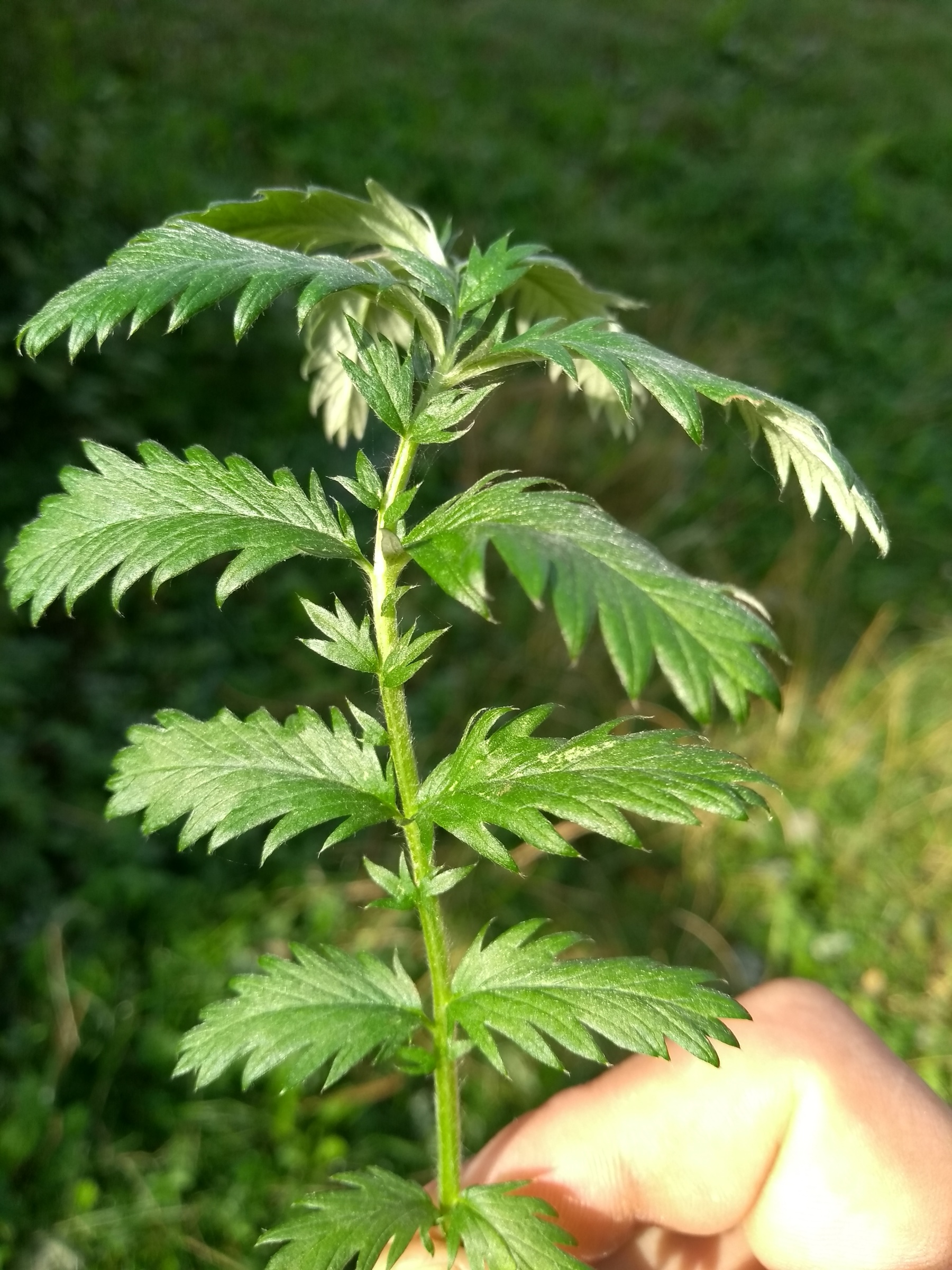
Прерывно-перистый лист Potentilla anserina

### Двусложные листья
Если в сложном листе листочки замещаются сложными листьями или ветвится черешок, то возникают сложные листья второго порядка или двусложные листья (лат. decomposita). При этом конечные листочки будут листочками порядка.

#### Дважды-двойчатые листья
Дважды-двойчатый лист (лат. bigeminum, bigeminatum) — лист, от черешка которого отходят два черешочка второго порядка, от каждого, в свою очередь, отходят по два листочка. В сумме четыре листочка. 

Дважды-двойчатый лист
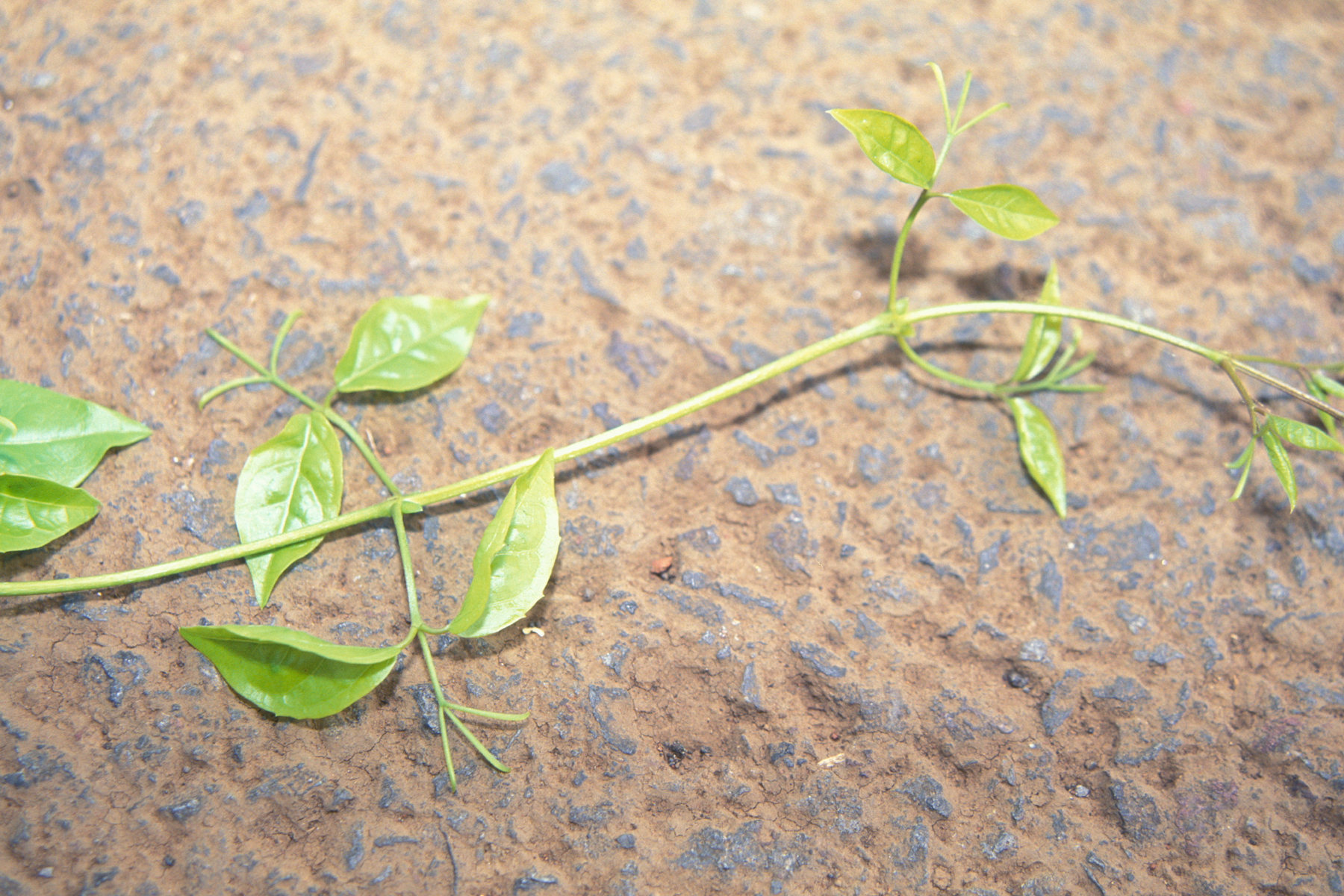
Дважды-двойчатый лист Dolichandra unguis-cati

#### Трижды-двойчатые листья
Трижды-двойчатый лист (лат. tergeminum) — лист, от черешка которого отходят две пары листиков и два черешочка второго порядка, от каждого, в свою очередь, отходят по два листочка. В сумме есть листочков.

Трижды двойчатый лист
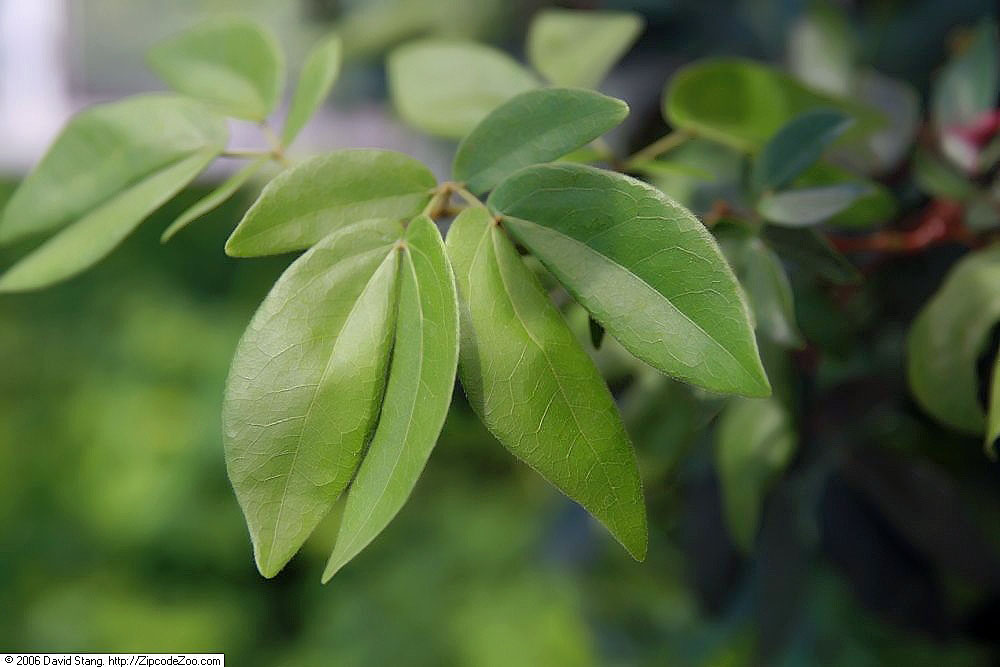
Трижды-двойчатый лист Calliandra tergemina
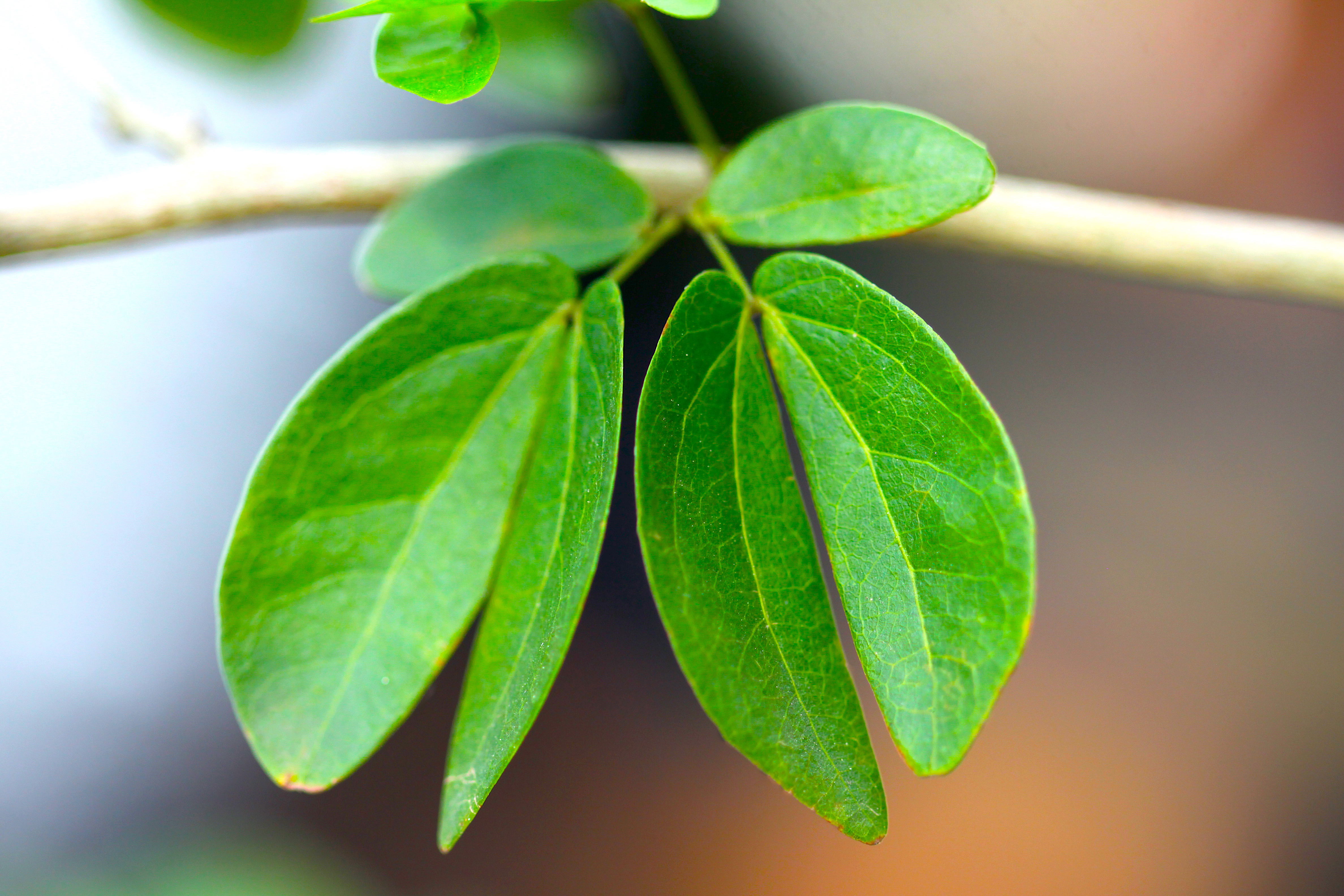
Трижды-двойчатый лист Calliandra

#### Дважды-тройчатые листья
Дважды-тройчатый лист (лат. biternatum, duplicato ternatum) — лист, от черешка которого отходят три черешочка второго порядка, от каждого, в свою очередь, отходят три листочка. В сумме девять листочков. 

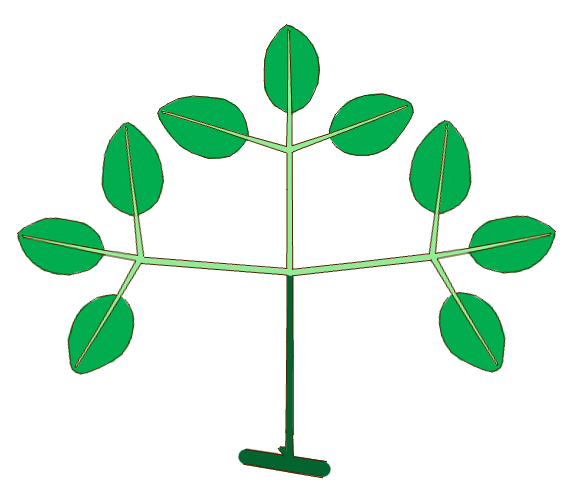
Дважды тройчатый лист
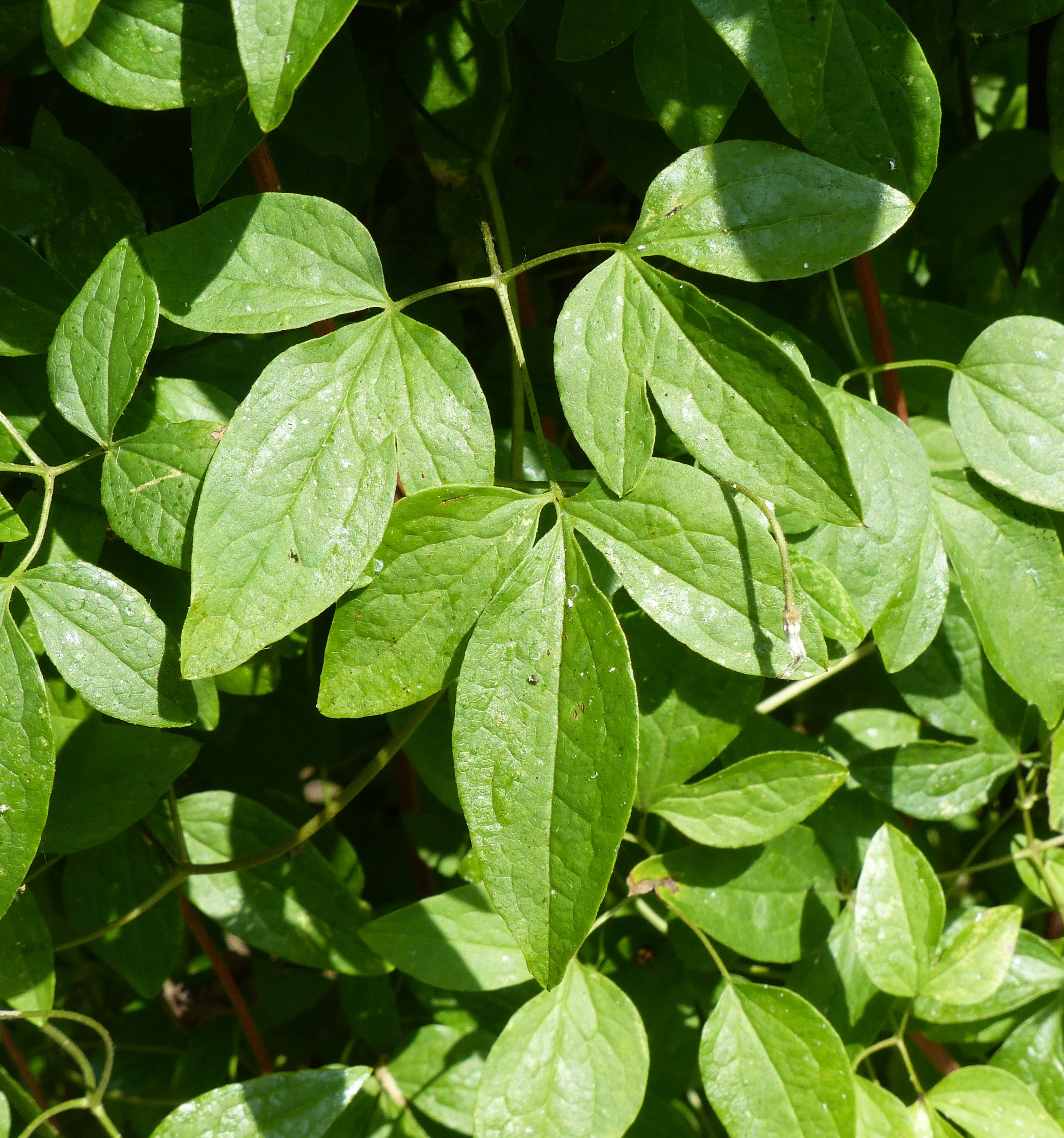
Дважды-тройчатый лист Clematis viticella
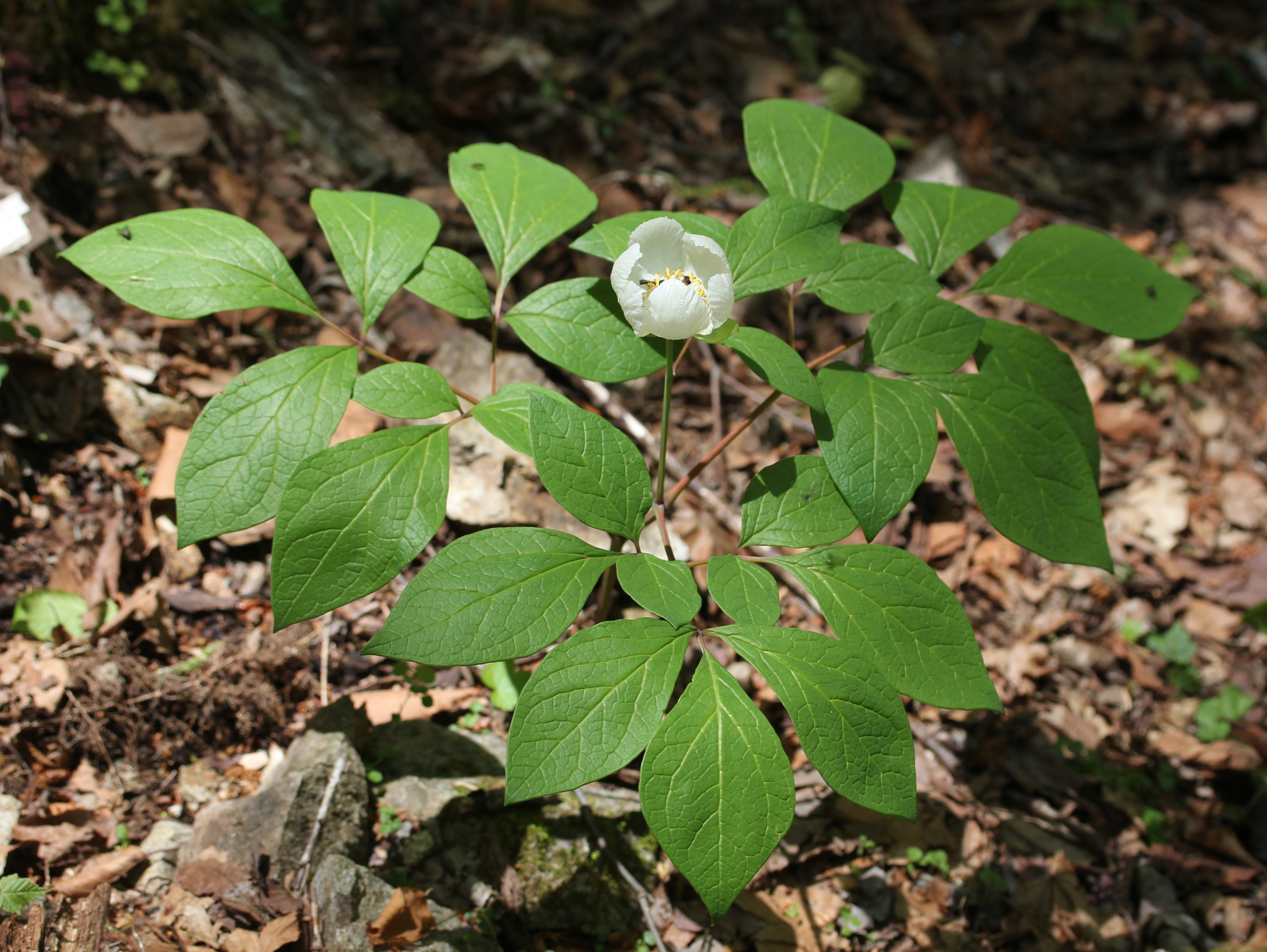
Дважды-тройчатый лист Paeonia japonica

#### Двойчато-перистые листья
Двойчато-перистый лист (лат. conjugato-pinnatum) — лист, от общего черешка которого отходят два перистых листочка.

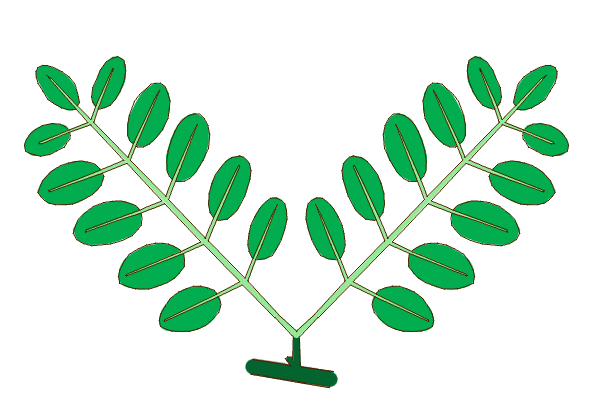
Двойчато-перистый лист
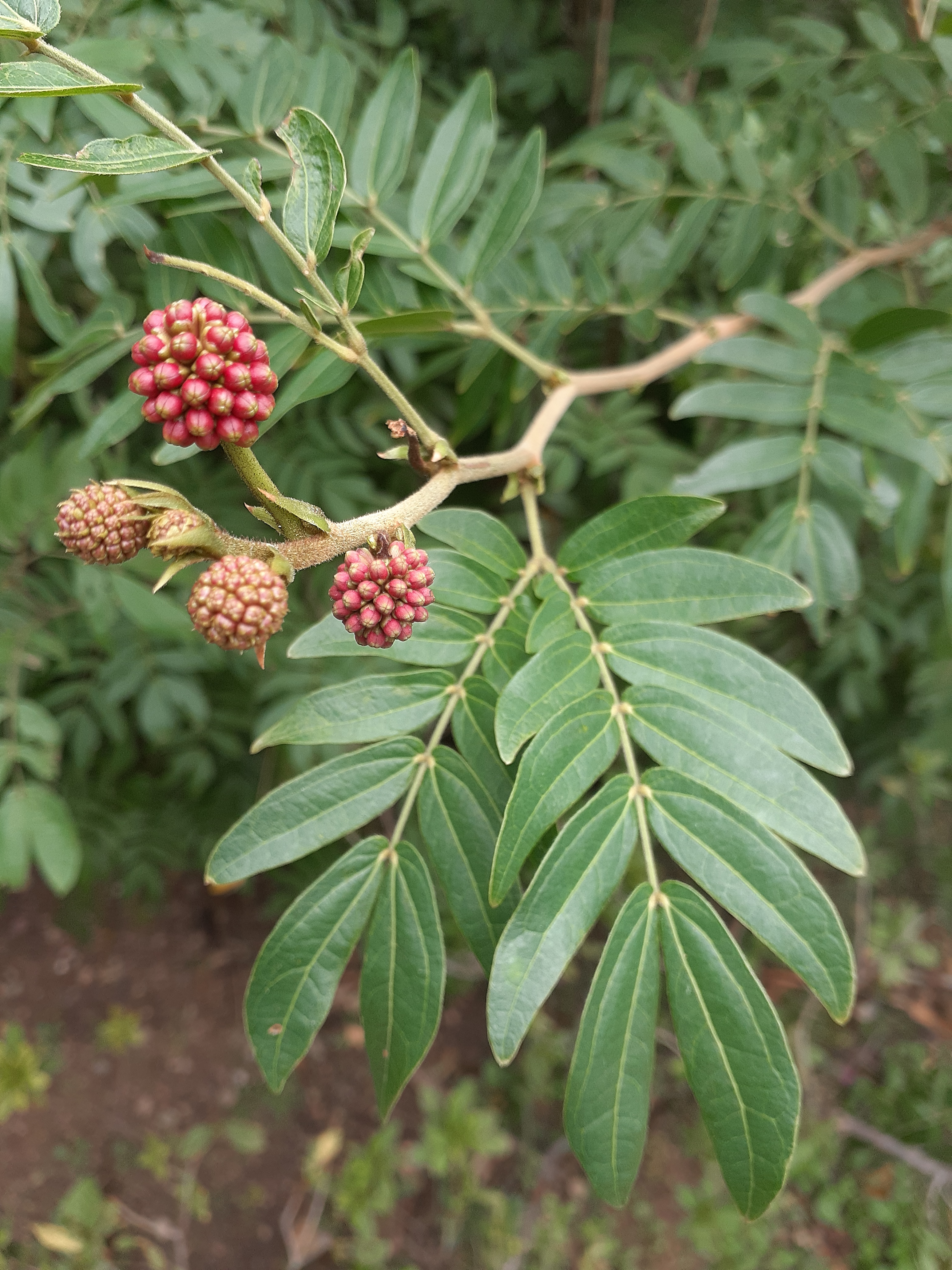
Двойчато-перистые листья Calliandra haematocephala

#### Тройчато-перистые листья
Тройчато-перистый лист (лат. ternato-pinnatum) — лист, от общего черешка которого отходят три перистых листочка. 

Тройчато-перистый лист
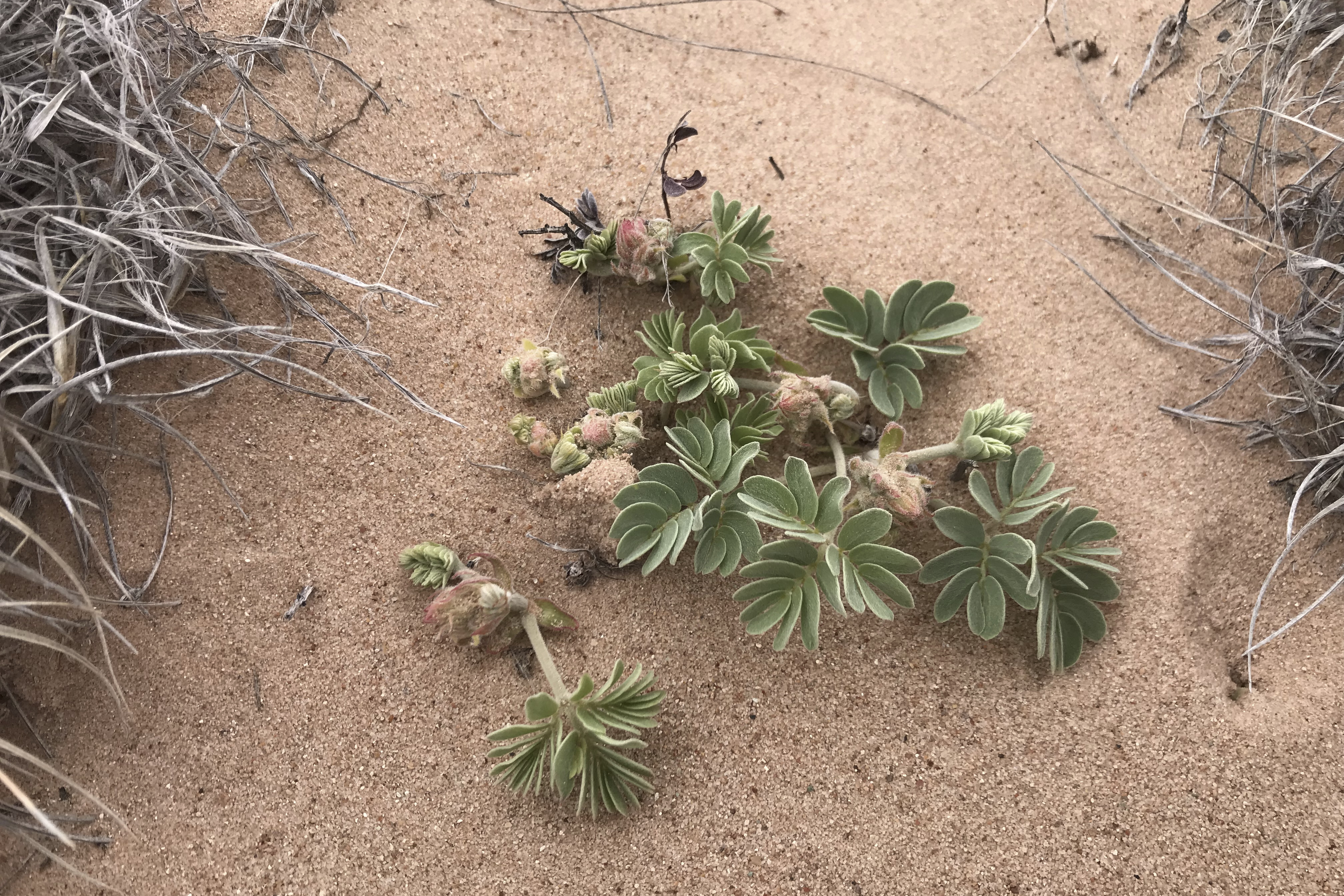
Тройчато-перистый лист Hoffmannseggia repens

#### Пальчато-перистые листья
Пальчато-перистый лист (лат. digitato-pionatum) — лист, от общего черешка которого отходят 4 или 5 перистых листочка. 

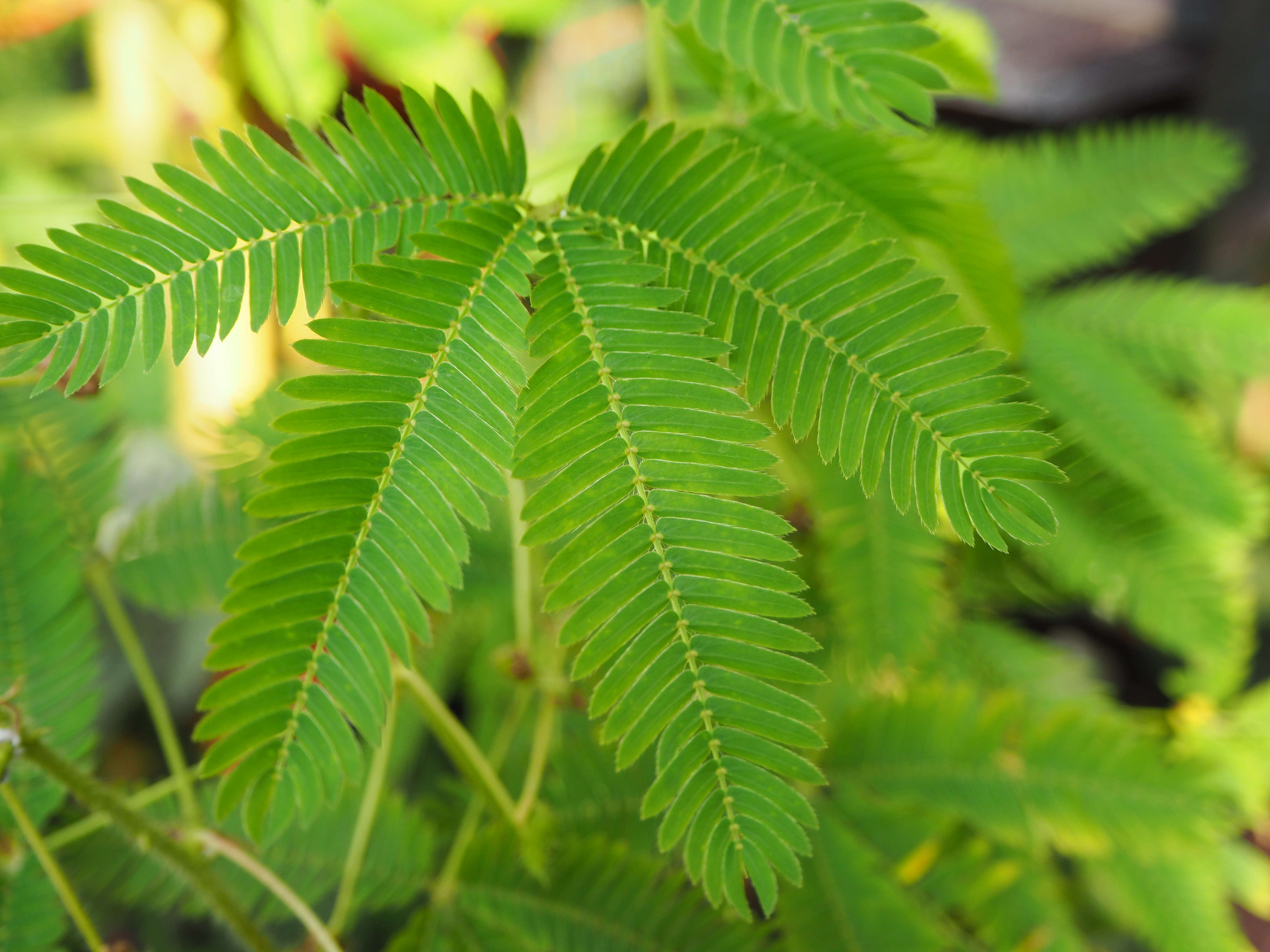
Пальчато-перистый лист Mimosa pudica

#### Дваждыперистые листья
Дваждыперистый или двуперистый (лат. bipinnatum, duplicato-pinnatum) — перистый лист, у которого листочки первого порядка в свою очередь сами являются сложными перистыми листьями. 

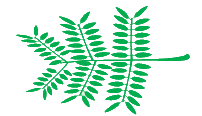
Дважды или двуперистый лист
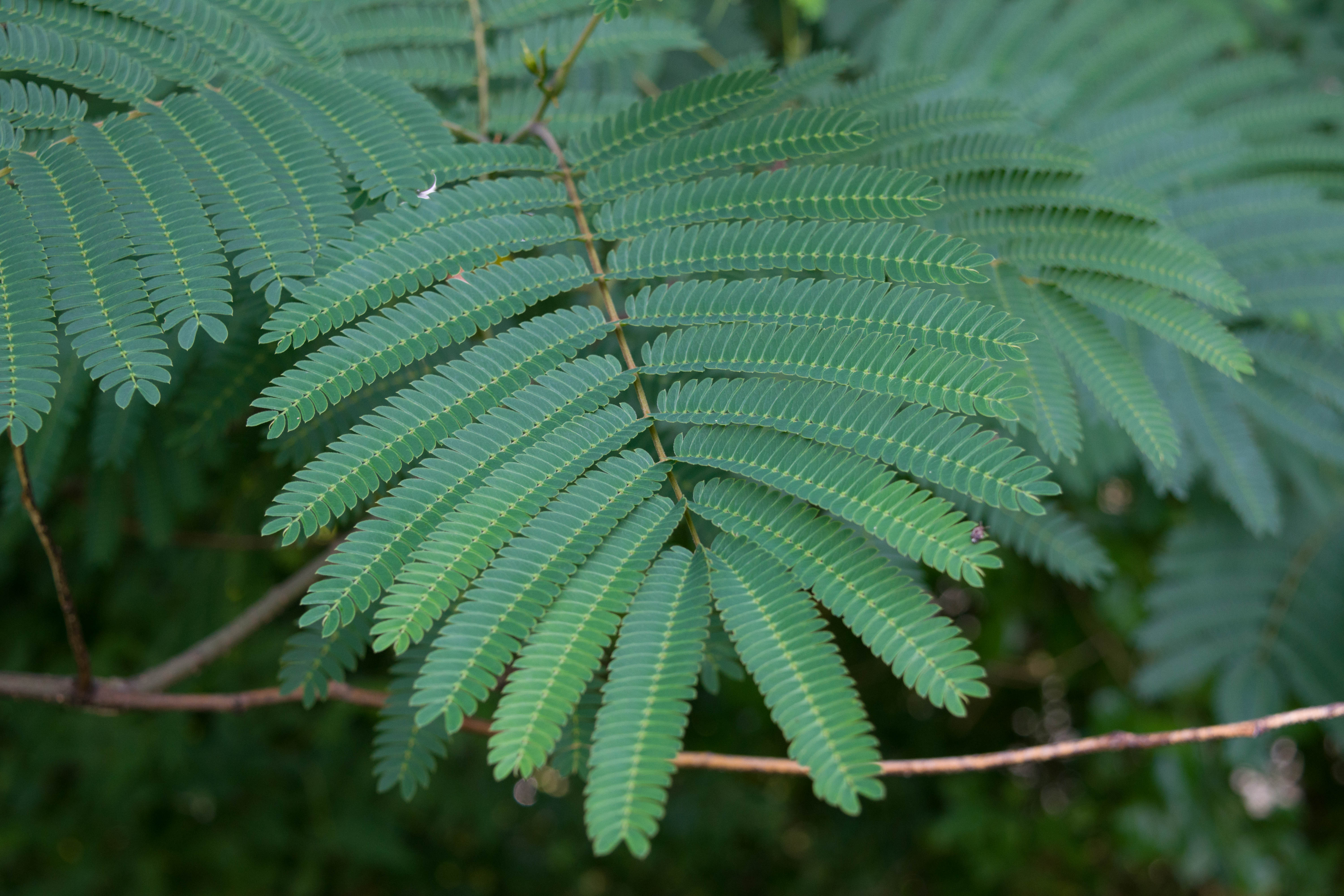
Albizia julibrissin
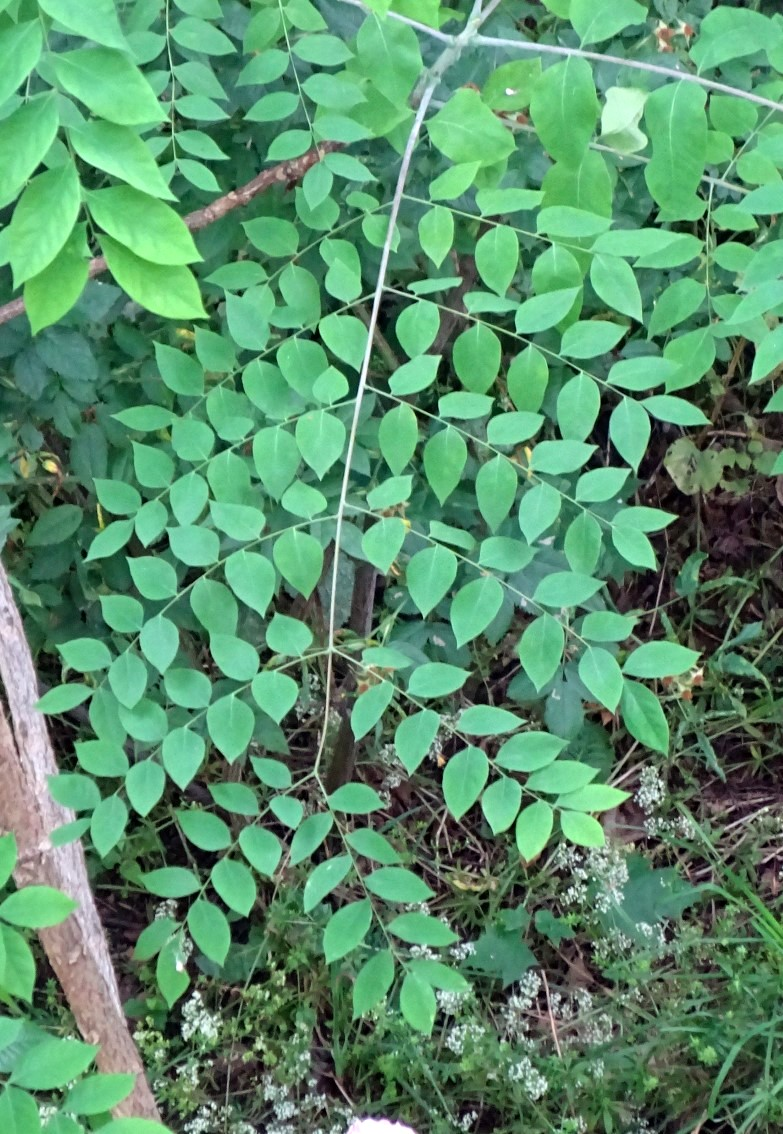
Gymnocladus dioicus
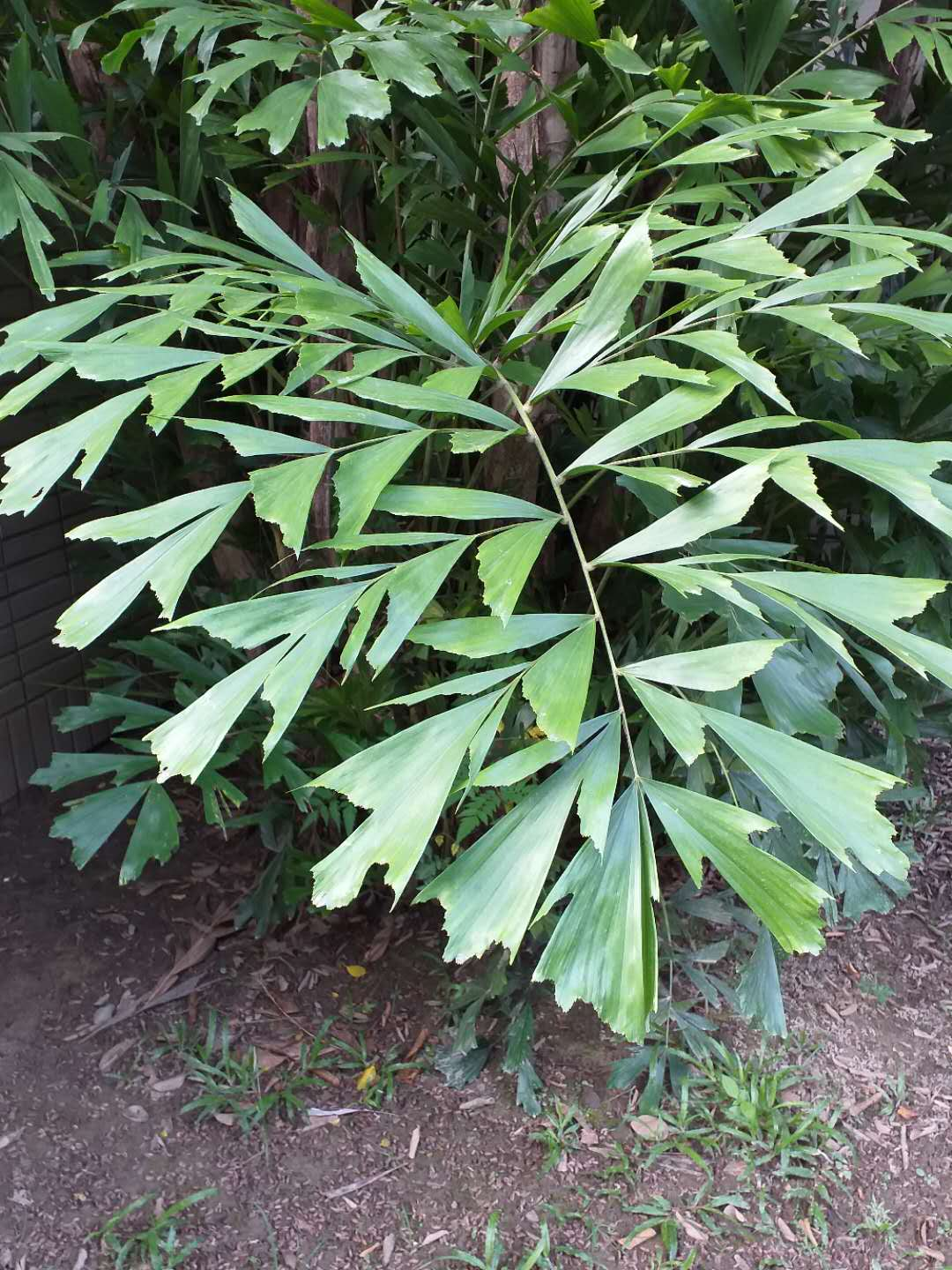
Лист пальмы Caryota mitis дваждыперистый с рваными краями
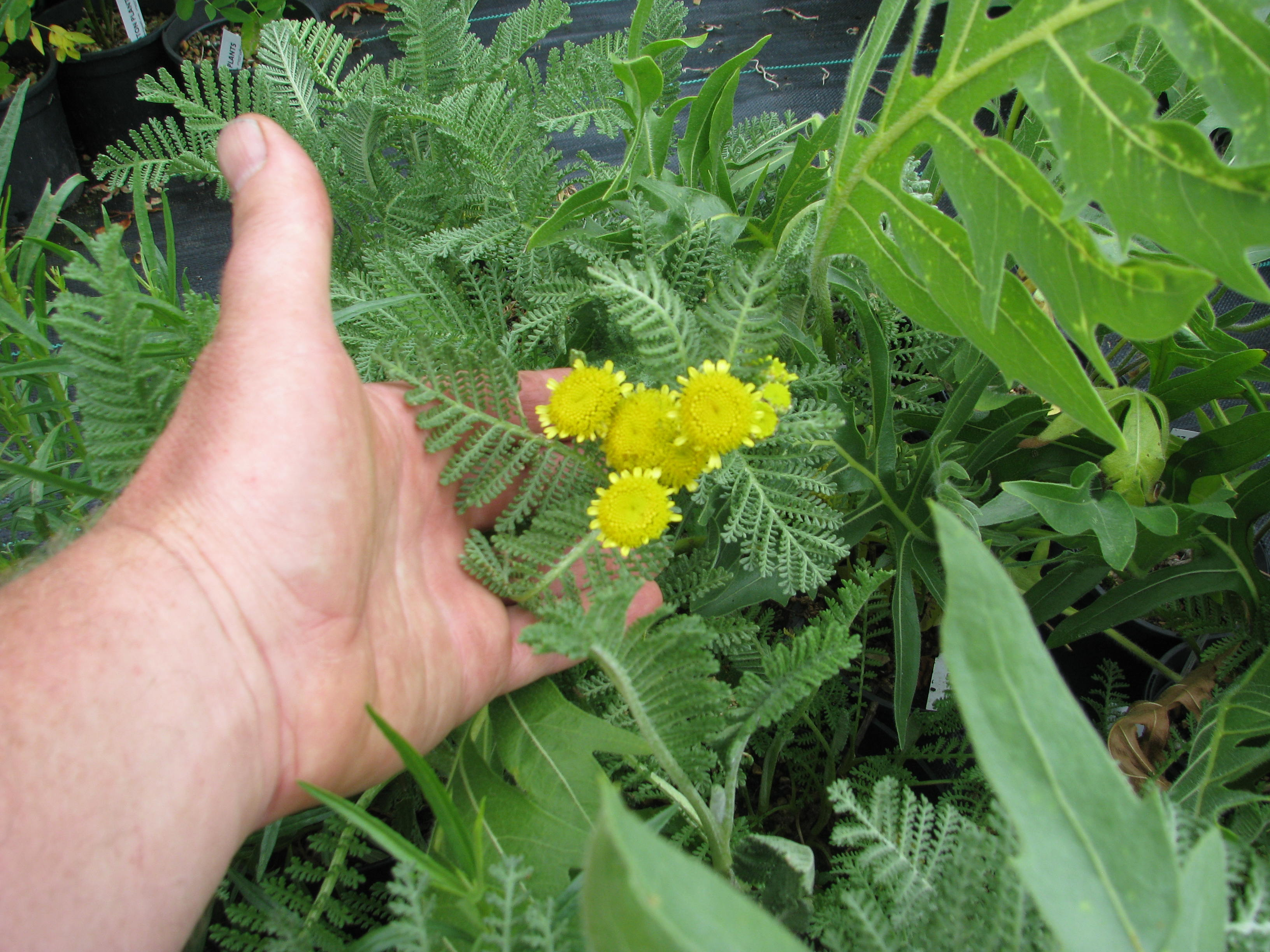
Дваждыперистые листья Tanacetum camphoratum
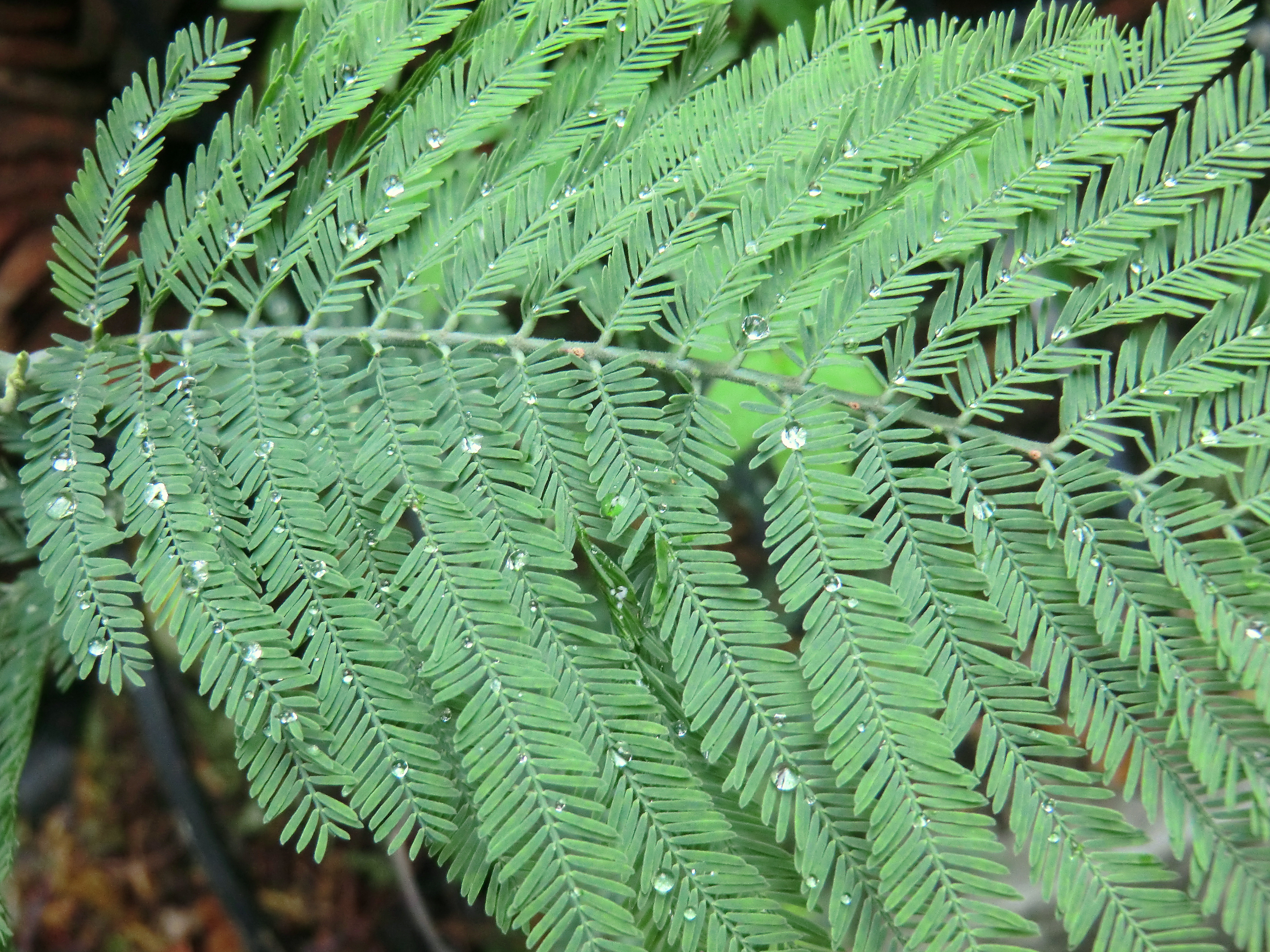
Дваждыперистый лист Acacia dealbata
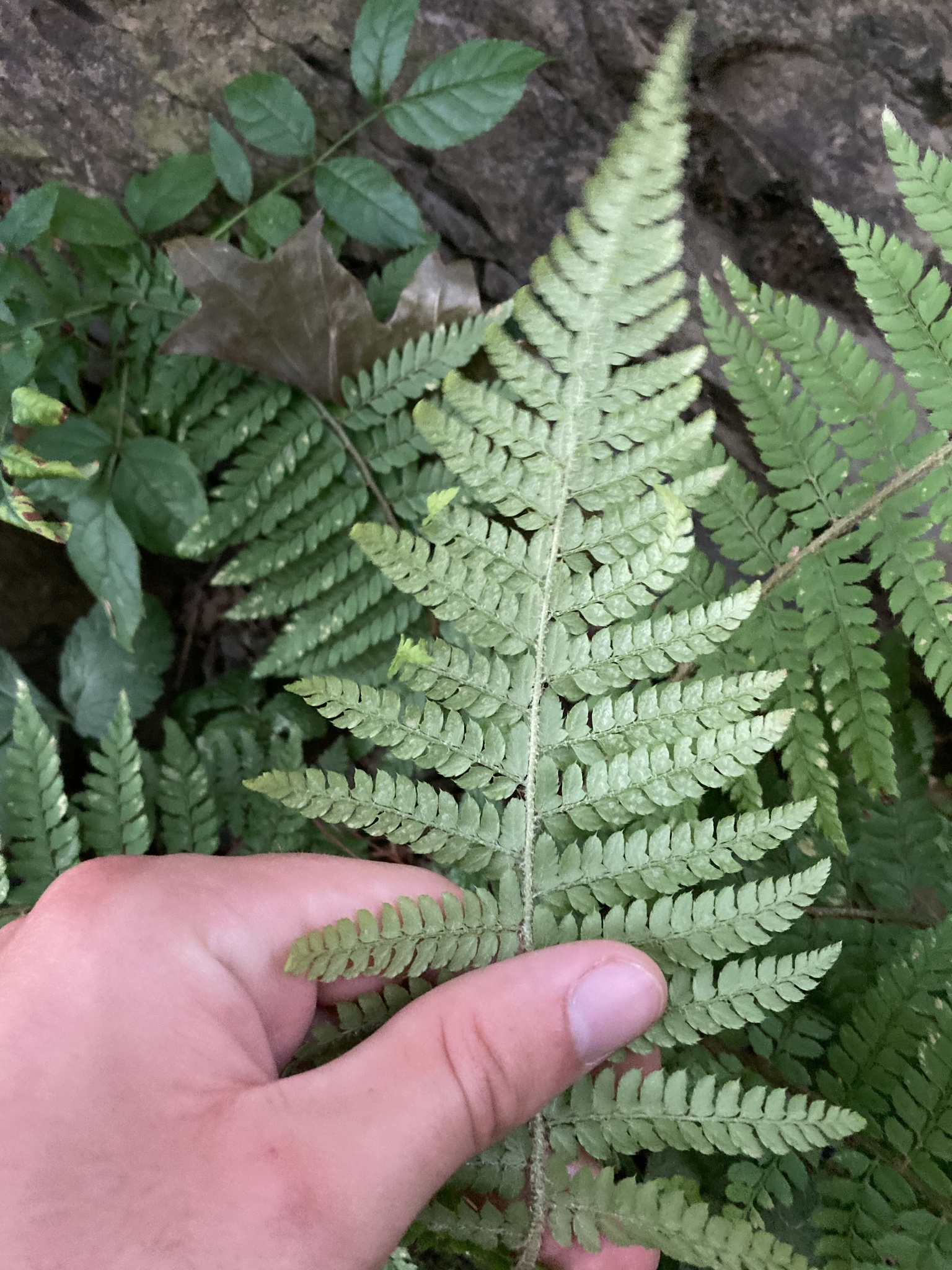
Дваждыперистый лист папоротника Polystichum setiferum

### Многосложные листья

#### Трехкратно-тройчатые листья
Трехкратно-тройчатый лист (лат. bipinnatum, duplicato-pinnatum) — сложный лист, когда черешок раздеяется на три, затем каждый черешок разделяется на три и к каждому черешку прикрепляются три листочка. Суммарное количество листочков 3³ = 27.

Трехкратно-тройчатый лист
Трехкратно-тройчатый лист Seriana triternata
Трехкратно-тройчатый лист Clematis × triternata

#### Трёхкратно-перистые листья
Триждыперистый или трёхперистый (лат. tripinnatum ) — перистый лист, у которого листочки первого порядка в свою очередь сами являются дваждыперистыми сложными. При этом конечные листочки называются листочки третьего порядка. 

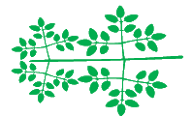
Трижды перистый лист
Лист папоротника Athyrium tripinnatum